# Witold Pilecki
Witold Pilecki, ps. „Witold”, „Druh”; nazwiska konspiracyjne „Roman Jezierski”, „Tomasz Serafiński”, „Leon Bryjak”, „Jan Uznański”, „Witold Smoliński”; krypt. T-IV (ur. 30 kwietnia?/13 maja 1901 w Ołońcu, zm. 25 maja 1948 w Warszawie) – rotmistrz kawalerii Wojska Polskiego, współzałożyciel Tajnej Armii Polskiej, żołnierz Armii Krajowej, więzień i organizator ruchu oporu w KL Auschwitz.
Autor raportów o Holocauście, tzw. Raportów Pileckiego. Oskarżony i skazany przez władze komunistyczne Polski Ludowej na karę śmierci, stracony w 1948. Unieważnienie wyroku nastąpiło w 1990. W 2006 pośmiertnie odznaczony Orderem Orła Białego, w 2013 został awansowany na stopień pułkownika.

## Życiorys

### Narodziny i młodość
Urodził się w Ołońcu – mieście w Karelii, północno-zachodniej części Imperium Rosyjskiego. Pochodził z polskiej rodziny szlacheckiej pieczętującej się herbem Leliwa. Jego dziadek, Józef Pilecki, siedem lat spędził na zesłaniu na Syberii za udział w powstaniu styczniowym. Ojciec Witolda, Julian Pilecki, po ukończeniu studiów w Instytucie Leśnym w Petersburgu przyjął posadę leśnika w Karelii, co było spowodowane represjami wobec Polaków na terenach wcielonych w XVIII wieku do Imperium Rosyjskiego. Nie mogli oni obejmować posad odpowiadających ich wykształceniu. Po wstąpieniu w związek małżeński z Ludwiką Osiecimską zamieszkali w Ołońcu. Tam urodziło im się pięcioro dzieci: Maria, Józef (zmarł w wieku 5 lat), Witold, Wanda i Jerzy. Jego siostra Maria Pilecka (1899–1991) została nauczycielką i bibliotekarką.
Od 1910 r. Pileccy mieszkali w Wilnie, gdzie Witold uczył się w szkole handlowej. Już przed I wojną światową należał do zakazanego przez władze rosyjskie harcerstwa, gdzie w otoczeniu przełożonych (m.in. malarza Stanisława Jarockiego i Stanisława Kościałkowskiego) oraz rówieśników (m.in. braci Mackiewiczów) uczył się pierwszych zasad konspiracji. Po wybuchu I wojny światowej i zajęciu w 1915 r. Wilna przez Niemców, przeniósł się wraz z matką i rodzeństwem do majątku stryja w Hawryłkowie niedaleko Witebska. Naukę kontynuował w Orle, gdzie po raz pierwszy zetknął się ze środowiskiem polskiej konspiracji politycznej, powiązanej z POW. Tam wszedł do Koła Polskiego, pozostającego pod zwierzchnictwem Stanisława Swianiewicza. Według wspomnień Witolda Ferchmina Pilecki przyjechał do Orła w 1915 r. W tym mieście był zastępowym zastępu „Puhaczy” (wraz z Witoldem Ferchminem, Zenonem Zdanowiczem, Hipolitem Olechnowiczem, Alfredem Brenneisenem, Norbertem Brenneisenem, Władysławem Piaseckim, Alfredem Niwińskim, Gustawem Napiórkowskim) Pierwszej Orłowskiej Drużyny Harcerskiej im. księcia Józefa Poniatowskiego, której drużynowym był Józef Skwarnicki, ojciec poety Marka Skwarnickiego. Następnie był przybocznym tej drużyny. W 1916 roku założył tam własną drużynę harcerską. W 1917 roku, po rewolucji lutowej, obaleniu caratu i powstaniu Rządu Tymczasowego harcerstwo polskie wyszło z podziemia.

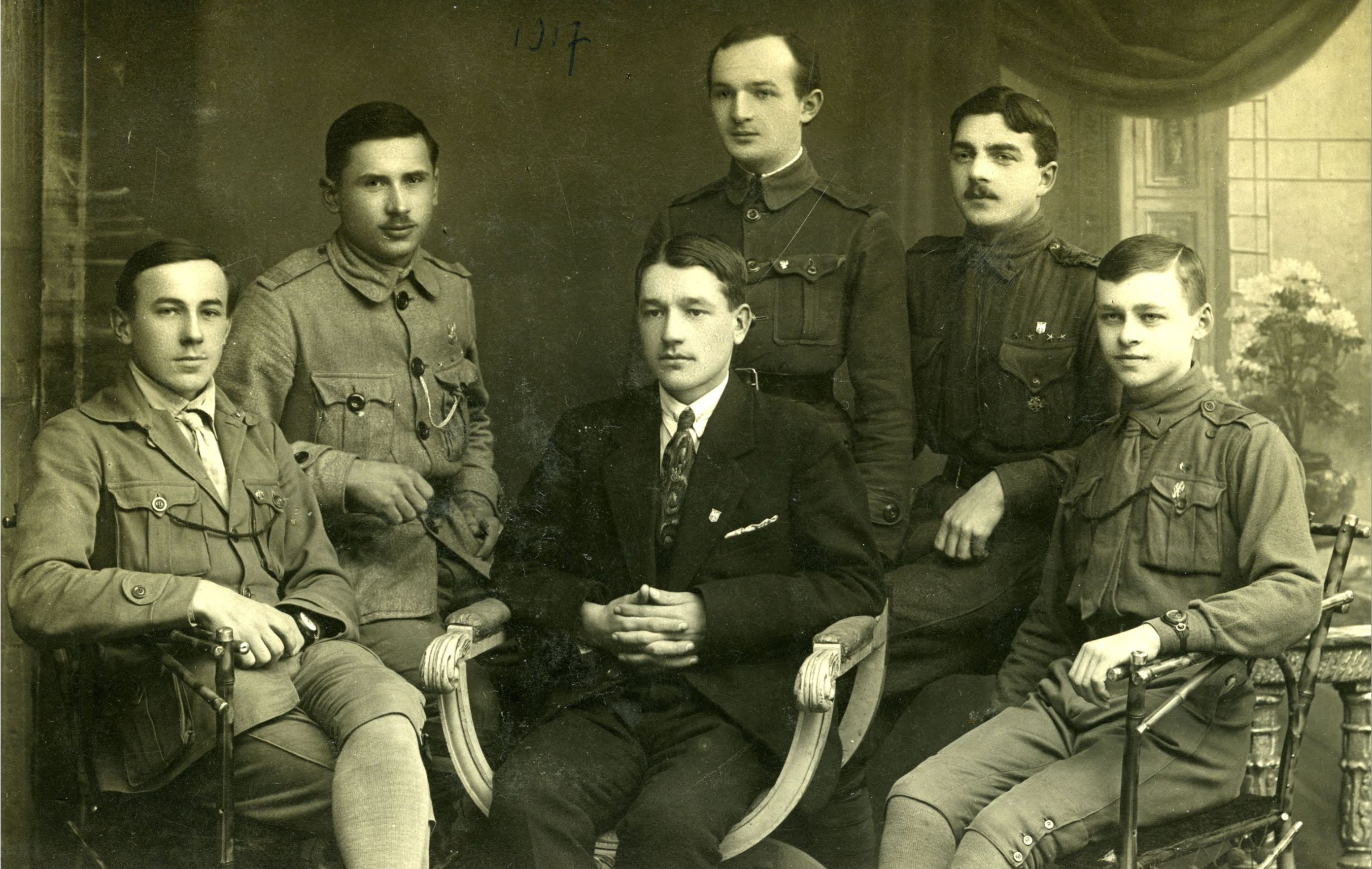
Witold Pilecki – pierwszy z prawej – jako członek drużyny harcerskiej w 1917

W tych okolicznościach wiosną 1918 roku drużyna Pileckiego dokonała napadu na magazyny wojskowe pod Orłem, zaopatrując się w niezbędne mundury i broń celem przebicia się do I Korpusu Polskiego gen. Józefa Dowbor-Muśnickiego. Plan się nie powiódł, jednak dzięki rozluźnieniu frontu prawie wszyscy starsi harcerze, w tym Witold Pilecki, opuścili Orzeł i przedostali się na tereny odradzającej się Polski. Pod koniec 1918 roku Pilecki wziął udział w walkach polskiej Samoobrony, która w dniu 31 grudnia wyparła Niemców z Wilna. Po nadejściu do Wilna Armii Czerwonej kontynuował walkę w partyzanckim „pułku paniczów” pod wodzą Jerzego Dąbrowskiego „Łupaszki”. Maturę zdał w 1921 roku. Kontaktów z harcerstwem jednak nie stracił. Z raportu Komendy Harcerskiej w Kownie z 1919 r. wynika, że był drużynowym VIII drużyny im. Adama Mickiewicza w Wilnie.

### Wojna polsko-bolszewicka i okres międzywojenny

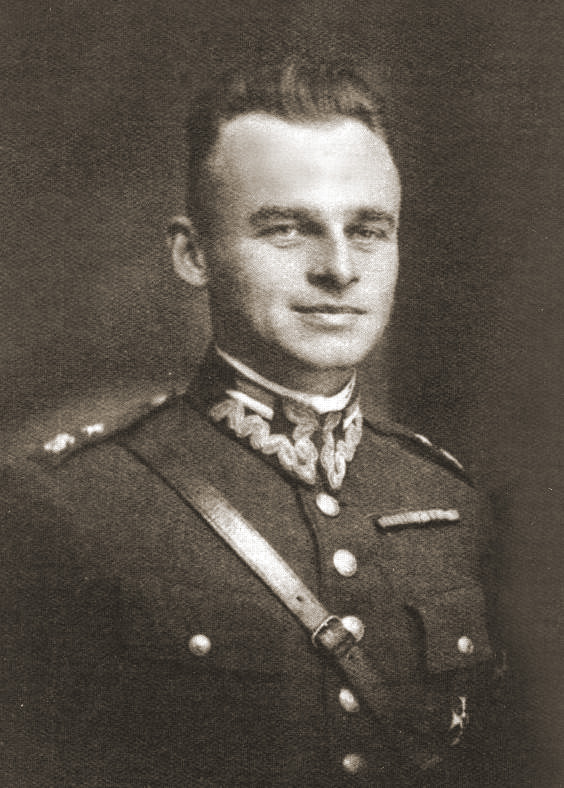
Witold Pilecki jako podporucznik Wojska Polskiego

W latach 1918–1921 służył w Wojsku Polskim, walczył podczas wojny z bolszewikami. Jako kawalerzysta brał udział w obronie Grodna. 5 sierpnia 1920 wstąpił do 211 pułku ułanów i w jego szeregach walczył w Bitwie Warszawskiej, bitwie w Puszczy Rudnickiej i jako ochotnik – w buncie Żeligowskiego. Dwukrotnie odznaczony został Krzyżem Walecznych. Po wojnie zdemobilizowany. W lutym 1921 roku wstąpił do Związku Bezpieczeństwa Kraju.
W roku 1922 rozpoczął studia na Wydziale Rolnym na Uniwersytecie Poznańskim. W tym samym roku podjął studia na Uniwersytecie im. Stefana Batorego jako nadzwyczajny słuchacz Wydziału Sztuk Pięknych; po krótkim czasie naukę przerwał. Z tego okresu po dziś dzień w kościele parafialnym w Krupie (około 2 km na północny wschód od Sukurcz, gdzie w szkole pracowała żona Witolda, Maria Ostrowska, z którą ożenił się w 1931 r.) wiszą dwa obrazy pędzla Witolda Pileckiego.
W latach 20. XX w. rodzina Pileckich odzyskała majątek Sukurcze, położony około 7 kilometrów na zachód od Lidy (przeszedł jako wiano od Domeyków) wraz ze starym polskim dworem. Majątek był oddany wcześniej w dzierżawę. Tam wychowywały się dzieci Witolda i Marii – syn Andrzej (ur. 1932) i córka Zofia (ur. 1933). W Sukurczach zaangażował się w działalność obywatelską, był m.in. naczelnikiem ochotniczej straży pożarnej i prezesem mleczarni.
W Wojsku Polskim został awansowany na stopień podporucznika rezerwy kawalerii ze starszeństwem z dniem 1 lipca 1925. W 1934 r. Witold Pilecki był zweryfikowany z 300. lokatą, był wówczas oficerem rezerwowym 26 pułku Ułanów Wielkopolskich w Baranowiczach i pozostawał w ewidencji Powiatowej Komendy Uzupełnień w Lidzie.
Sąsiadem Pileckich był Edward Śmigły-Rydz. Tuż przed wojną z jego inicjatywy rtm. Witold Pilecki ponoć podjął współpracę z kontrwywiadem Oddziału II SG WP.

### II wojna światowa
W sierpniu 1939 został zmobilizowany do służby w Wojsku Polskim. Po agresji III Rzeszy na Polskę walczył jako dowódca plutonu w szwadronie kawalerii dywizyjnej 19 Dywizji Piechoty Armii „Prusy”, a następnie w 41 Dywizji Piechoty na przedmościu rumuńskim. Pod jego dowództwem, w trakcie prowadzonych walk, ułani zniszczyli 7 niemieckich czołgów oraz 2 nieuzbrojone samoloty. Ostatnie walki jego oddział prowadził jako jednostka partyzancka. Pilecki rozwiązał swój pluton 17 października 1939 i przeszedł do konspiracji.

#### Konspiracja
Po zakończeniu kampanii wrześniowej przedostał się do Warszawy, został jednym z organizatorów powołanej 9 listopada 1939 konspiracyjnej organizacji Tajnej Armii Polskiej pod dowództwem majora Jana Włodarkiewicza. Następnego dnia został wybrany inspektorem organizacyjnym, a później pełnił w niej funkcję szefa sztabu, następnie inspektora głównego. Po skrystalizowaniu się struktury organizacyjnej Pilecki jednocześnie pełnił w tej organizacji dwie funkcje – szefa Oddziału I (organizacyjno-mobilizacyjnego) oraz wydziału uzbrojenia w Oddziale IV (uzbrojenia i służb specjalnych). Nadzorował i zakładał sieć tajnych skrytek na dokumenty, podziemną bibułę oraz broń palną, jedną z nich założył we własnym mieszkaniu. Zwerbował do organizacji szereg nowych członków jak np. Zygmunta Ważyńskiego. Był zwolennikiem wcielenia TAP do ZWZ, co nastąpiło na przełomie 1941/42 roku.
Na początku 1940 roku Gestapo aresztowało kilku członków TAP, w tym m.in. szefa sztabu Władysława Surmackiego, Tadeusza Chrościckiego oraz szefa służby zdrowia Władysława Deringa, którzy po krótkim pobycie na Pawiaku zostali w połowie 1940 roku wysłani do obozu w Auschwitz. Dzięki informacjom wywiadowczym obóz ten stał się od tego momentu przedmiotem zainteresowania organizacji. Pod koniec sierpnia 1940 roku kierownictwo TAP zwołało naradę omawiającą bieżącą sytuację, podczas której poruszono również sprawę obozów koncentracyjnych masowo wówczas zakładanych przez Niemców w okupowanej Polsce. Na zebraniu tym przedstawiono propozycję, aby ktoś ze ścisłego kierownictwa przedostał się do niemieckiego obozu koncentracyjnego Auschwitz w celu skontaktowania się z uwięzionymi członkami organizacji, zebrania informacji wywiadowczych na temat jego funkcjonowania oraz zorganizowania wewnątrz ruchu oporu. Deklarowanym celem tej akcji było uwolnienie więźniów przez ucieczkę, względnie ich odbicie. W tym czasie niewiele było wiadomo o warunkach panujących w obozie po około trzech miesiącach jego formalnego funkcjonowania (od IV 1940) do czasu przywiezienia do niego pierwszego transportu więźniów (z Tarnowa; 14 VI 1940), poza faktem, że powstał.
Według różnych źródeł Pilecki był inicjatorem, pomysłodawcą tego planu, a według innych plan pojawił się w trakcie dyskusji, a rotmistrz jedynie zgłosił się do wykonania tego zadania na ochotnika.
Zdaniem Adama Cyry, autora biografii Pileckiego, oddelegowanie Rotmistrza do wykonania zadania w KL Auschwitz było efektem politycznych tarć wewnątrz świeżo powstałych organizacji konspiracyjnych, w wyniku których Pilecki stał się niewygodnym współpracownikiem, z powodu odmiennego zdania w sprawie wejścia TAP do ZWZ-AK, dla niektórych zwierzchników (pada nazwisko mjr. J. Włodarkiewicza). W efekcie postanowili oni zaproponować Pileckiego do wykonania tego zadania, aby pozbyć się go z Warszawy. Pilecki początkowo zwlekał z decyzją, ale zdecydował się po naradzie u „Grota” Roweckiego, w której trakcie został przez mjr. Włodarkiewicza zaproponowany do tego zadania; otrzymał rozkaz od „Grota” i tym samym musiał przyjąć zadanie do wykonania. 19 września 1940 dał się ująć w łapance na Żoliborzu.
Na podstawie pozostawionej w 1939 r. przez por. Serafińskiego u znajomej lekarki legitymacji ubezpieczeniowej, po podmianie zdjęcia Pilecki otrzymał urzędową kenkartę na nazwisko Tomasza Serafińskiego. Pilecki, funkcjonując pod nową tożsamością, szukał okazji do uwięzienia przez Niemców, a TAP sondował organizację oraz metody działania Gestapo oraz całego niemieckiego aparatu terroru. Okazja realizacji planu wydarzyła się w porze rannej pomiędzy godzinami 5–7 19 września 1940 roku, kiedy Niemcy na terenie Warszawy organizowali łapankę na roboty do Niemiec. Odbywały się one tego dnia w wielu miejscach miasta: na Żoliborzu, Grochowie, Kolonii Staszica i Lubeckiego. W czasie jej trwania Pilecki znajdował się w mieszkaniu swojej kuzynki Eleonory Ostrowskiej przy Alei Wojska Polskiego 40 (gdzie znajduje się pamiątkowa tablica). Niemcy użyli w tej akcji wielkich sił policyjnych, które wzmocniono siłami sprowadzonymi z Lublina. Oprócz łapania na ulicy niemiecka żandarmeria przeszukiwała również domy, zatrzymując wszystkich zdolnych do pracy mężczyzn w wieku od 18 do 40 lat. Kiedy żandarmi zapukali do mieszkania Eleonory Ostrowskiej, pytając, czy w mieszkaniu znajdują się jacyś mężczyźni, Pilecki wyszedł z pokoju i po wylegitymowaniu został przez nich zatrzymany.

#### Pobyt w KL Auschwitz

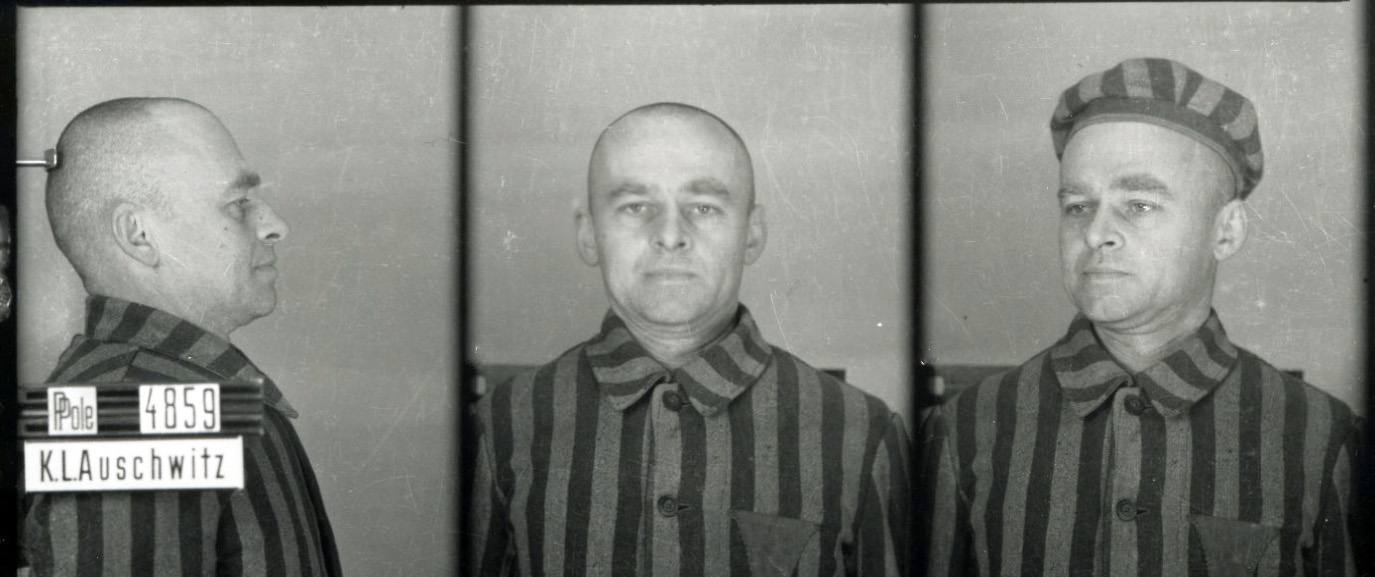
Witold Pilecki jako więzień KL Auschwitz numer obozowy 4859. Oświęcim 1940

Do obozu Pilecki trafił w nocy z 21 na 22 września 1940 wraz z tzw. drugim transportem warszawskim. Jako więzień nr 4859, był głównym organizatorem konspiracji w obozie. W zorganizowanej przez niego siatce nazwanej przez Pileckiego ZOW (Związek Organizacji Wojskowej) byli między innymi: Stanisław Dubois, Xawery Dunikowski i Bronisław Czech. Pilecki wyznaczył stworzonej przez siebie organizacji następujące cele:
- podtrzymywanie na duchu kolegów,
- przekazywanie współwięźniom wiadomości z zewnątrz obozu,
- potajemne zdobywanie żywności i odzieży oraz jej rozdzielanie,
- przekazywanie wiadomości poza druty KL Auschwitz,
- przygotowanie własnych oddziałów do opanowania obozu podczas ewentualnego zaatakowania go z zewnątrz przez oddziały partyzanckie, z równoczesnym zrzutem broni i siły żywej (desant).

ZOW został zorganizowany w systemie tzw. „piątek”. Pierwsze górne „piątki” stanowiły najważniejsze ogniwo ZOW. Ich członkami mogli być jedynie ci więźniowie, których Pilecki darzył absolutnym zaufaniem. Nazwa „piątka” była umowna, ponieważ zdarzało się, że liczyła ona więcej członków niż pięciu. Zgodnie z relacją Pileckiego: Każda z tych „piątek” nie wiedziała nic o „piątkach” innych i sądząc, że jest jedynym szczytem organizacji, rozwijała się samodzielnie, rozgałęziając się tak daleko, jak ją sumą energii i zdolności jej członków plus zdolności kolegów stojących na szczeblach niższych, a przez „piątkę” stale dobudowywanych, naprzód wypychały. W ostatnich miesiącach 1942 odrzucono system „piątkowy”, organizując ZOW na wzór wojskowy z podziałem na bataliony, kompanie i plutony posiadające wyznaczone rejony działania – zastosowanie modelu struktury wojskowej miało na celu przygotowanie się do podjęcia bezpośrednich działań zbrojnych przeciwko niemieckiej załodze obozu w Auschwitz rekrutującej się z SS.
Opracowywał pierwsze sprawozdania o ludobójstwie w Auschwitz („raporty Pileckiego”) przesyłane przez pralnicze komando do dowództwa w Warszawie i przez komórkę „Anna” w Szwecji dalej na Zachód. Meldunki o sytuacji w obozie przekazywane były także do głównej kwatery AK za pomocą uciekinierów z obozu. Jedna z takich ucieczek na polecenie Pileckiego odbyła się 16 maja 1942, a dokonali jej porucznik Wincenty Gawron oraz Stefan Bielecki. Kolejną ucieczkę z meldunkami ZOW 20 czerwca 1942 zorganizowali Eugeniusz Bendera, Kazimierz Piechowski oraz porucznik Stanisław Jaster. Więźniowie ci dokonali ucieczki najbardziej spektakularnej w historii Auschwitz, wyjeżdżając uzbrojeni po zęby w przebraniu SS-manów ukradzionym samochodem marki Steyr 220 należącym do komendanta obozu Rudolfa Hoessa. Za swoją działalność konspiracyjną Pilecki jeszcze jako więzień obozu, w listopadzie 1941 został awansowany przez gen. Stefana „Grota” Roweckiego do stopnia porucznika.

#### Ucieczka z Auschwitz

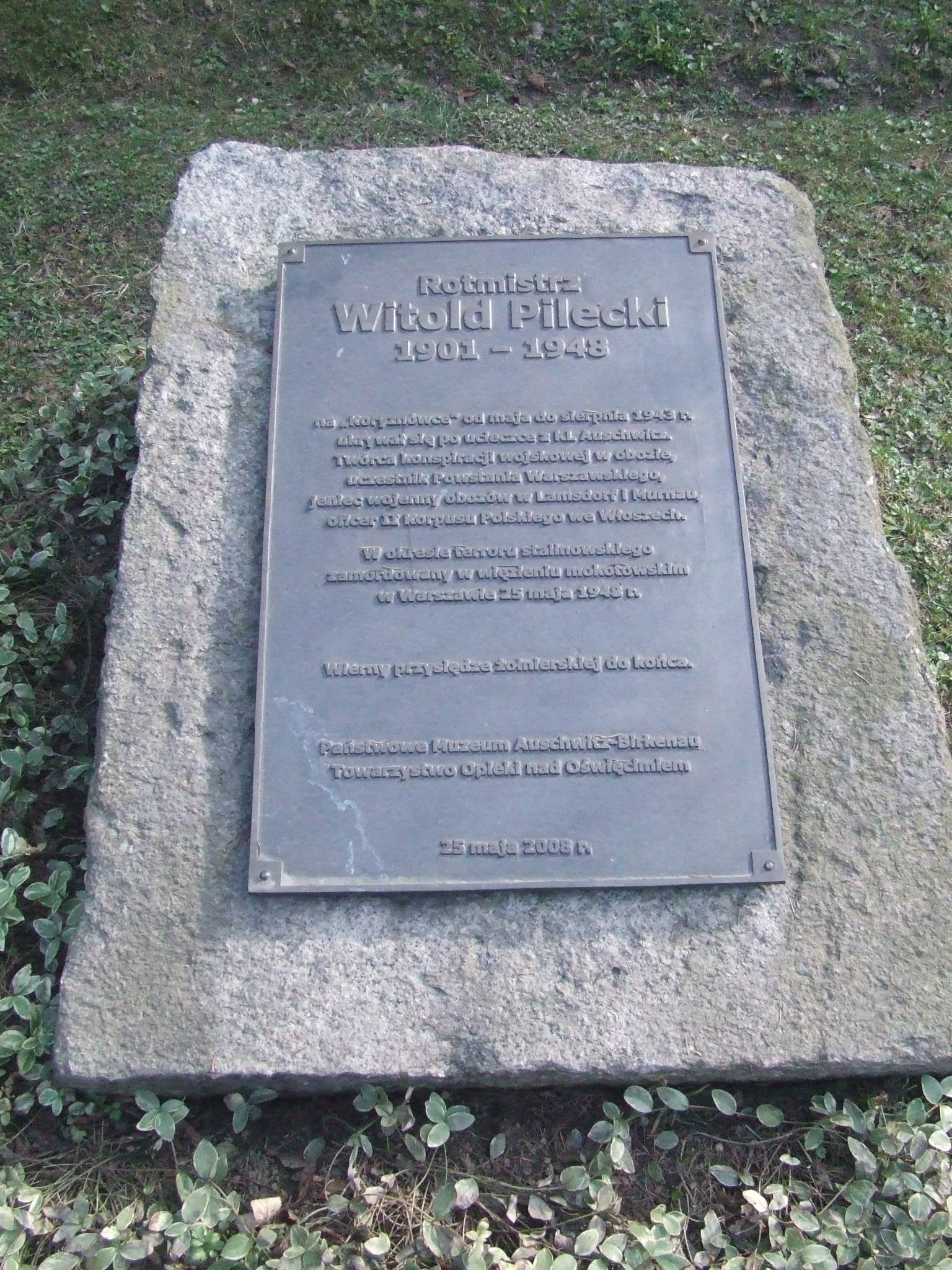
Tablica upamiętniająca pobyt W. Pileckiego w Koryznówce u Tomasza Serafińskiego

W nocy z 26 na 27 kwietnia 1943 Pilecki wraz z dwoma współwięźniami zdołał uciec z obozu, byli to Jan Redzej i Edward Ciesielski. Wzdłuż toru kolejowego doszli do Soły, a następnie do Wisły, przez którą przepłynęli znalezioną łódką. U księdza w Alwerni, dokąd trafili błądząc zamiast do Poręby Żegoty, dostali posiłek oraz przewodnika (Kazimierza Buczka). Przez Tyniec, okolice Wieliczki i Puszczę Niepołomicką przedostali się do Bochni i tam ukrywali się u państwa Oborów przy ulicy Sądeckiej. Następnie dotarli do Nowego Wiśnicza, gdzie Witold Pilecki odnalazł prawdziwego Tomasza Serafińskiego. Serafiński skontaktował go z oddziałami AK, którym przedstawił swój plan ataku na obóz w Oświęcimiu. Komenda główna AK dla zbadania sytuacji wysłała w ten rejon latem 1943 roku ppor. Stefana Jasieńskiego, który miał się zapoznać z relacjami Pileckiego. Jednak projekt ataku na obóz nie uzyskał aprobaty dowództwa, ponieważ został uznany za niemożliwy do wykonania lokalnymi siłami podziemia. Sama tylko załoga pilnująca Auschwitz złożona z SS-manów liczyła wg różnych szacunków od 2–3 tys. do 6,5–8 tys. osób. 11 listopada 1943 został awansowany do stopnia rotmistrza. Jednakże zdanie rotmistrza podczas pobytu w obozie było następujące: „Nie prosiliśmy przecież nikogo o jakąkolwiek pomoc, czekaliśmy na rozkaz – zezwolenie wszczęcia akcji samodzielnej lub – zakaz takowej”. Źródło: Raport „W”.

#### Powstanie warszawskie
W 1943–1944 służył w oddziale III Kedywu KG AK (m.in. jako zastępca dowódcy Brygady Informacyjno-Wywiadowczej „Kameleon”-„Jeż”), brał udział w powstaniu warszawskim. Początkowo walczył jako zwykły strzelec w kompanii NSZ „Warszawianka”, później dowodził jednym z oddziałów Zgrupowania „Chrobry II” na Woli w rejonie ulic Towarowej, Pańskiej, Miedzianej i Żelaznej oraz placu Starynkiewicza – obszar ten nazwano „Reduta Witolda”; należał on do terenów najdłużej utrzymanych w rękach powstańców.
W latach 1944–1945 przebywał w niewoli niemieckiej w stalagu 344 Lamsdorf (pol. Łambinowice), oflagu VII A w Murnau.

#### Polskie Siły Zbrojne

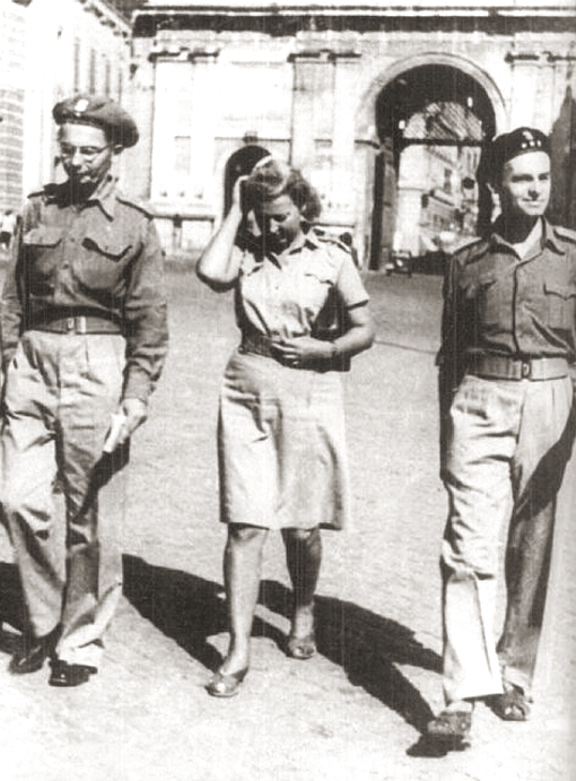
Marian Szyszko-Bohusz, Maria Szelągowska i Witold Pilecki, Rzym, wrzesień 1945

8 maja 1945 r. wyzwolony obóz Murnau odwiedzili generałowie: Tadeusz Bór-Komorowski, p.o. Naczelny Wódz, Antoni Chruściel i Tadeusz Pełczyński. Rotmistrz Pilecki stanął do raportu u gen. Pełczyńskiego, ponieważ Pileckiemu jako żołnierzowi „NIE” nie wolno było włączać się do walk w powstaniu warszawskim i opuszczać kraju. Witold Pilecki otrzymał polecenie zgłoszenia się do Naczelnego Wodza do gen. „Bora”. Do tej rozmowy nie doszło. „Witold” został skierowany do płk. Kazimierza Iranka-Osmeckiego i polecenie czekania na dalsze rozkazy. Dnia 11 maja 1945 r. płk Iranek potwierdził polecenie oczekiwania dyspozycji. Wkrótce „Witold” otrzymał przydział do 2 Korpusu Polskiego. Został oficerem II Oddziału tej jednostki, a jego zwierzchnikiem był wówczas ppłk dypl. Stanisław Kijak, planujący stworzenie sieci wywiadowczej w kraju. 5 i 11 września Pilecki rozmawiał z gen. Władysławem Andersem o powrocie do kraju, by realizować cele organizacji „NIE”. 8 grudnia 1945 roku Witold Pilecki i Maria Szelągowska dotarli do Warszawy.

### Działalność po wojnie
Po powrocie do Warszawy „Witold” starał się odtworzyć własne kontakty w strukturze „NIE”. Krążył po ulicach, szukał dawnych kontaktów, starał się ustalić, kto z dawnych znajomych żyje i gdzie przebywa. Koncepcja oparcia się na siatce organizacji „NIE” upadła po ustaleniu, że jego zaufani znajomi z organizacji nie żyją. Oznaczało to konieczność budowy struktury siatki od nowa w oparciu o nowych ludzi. Siatka wywiadowcza miała pracować według nowego sposobu. Współpracownicy nie składali przysięgi, nie byli oficjalnie przyjmowani, nie było łączników. Działalność konspiracyjna nie była też specjalnie nazwana. Miano unikać aktywności zewnętrznej w postaci wydawania pism, przeprowadzania zamachów na funkcjonariuszy MBP. Grupa zbierała informacje o powojennej sytuacji politycznej w Polsce, kontaktowała się z partyzanckimi oddziałami leśnymi. Prowadziła wywiad w MBP, MON i MSZ. Po nawiązaniu kontaktu przez Tadeusza Płużańskiego z Leszkiem Kuchcińskim we wrześniu 1946 informacje ustne i dokumenty z terenu MBP dostarczał kapitan Wacław Alchimowicz. Informator z MBP nigdy nie spotkał się z Pileckim. Rolę pośrednika i łącznika w kontaktach (Pilecki↔Alchimowicz) pełnił Płużański. Zebrane wiadomości przepisywali na maszynie Szelągowska i Płużański, a następnie były fotografowane i przekazywane kurierom.
Tadeusz Płużański zredagował obszerną odpowiedź na wytyczne przekazane przez władze emigracyjne, a w niej zawarł nawiązanie do raportu Brzeszczota. Mylnie twierdzono, że autorem tej odpowiedzi był Witold Pilecki.
„Witold” poświęcał swój czas również na gromadzenie materiałów i spisywanie wspomnień o KL Auschwitz. W czerwcu 1946 Pilecki dowiedział się, że otrzymał rozkaz opuszczenia kraju. Do września unikał kontaktu z wysłanniczką II Korpusu kpt. Jadwigą Mierzejewską. Nie opuścił kraju, bo nie miał zastępcy, któremu mógłby przekazać swoje obowiązki, a żona Maria Pilecka zdecydowanie odmówiła wyjazdu z kraju razem z dziećmi. Rozważał skorzystanie z tak zwanej amnestii w 1947 r., ostatecznie postanowił jednak nie ujawniać się.
Od 1946 r. Witold Pilecki był rozpracowywany przez Departament I MBP w ramach sprawy operacyjnej o kryptonimie „Klasztor”. W 1947 r. rozpracowanie Witolda Pileckiego prowadził Departament II MBP. Komunistyczna bezpieka podejrzewała go o to, że w latach 1945–1947 „był rezydentem wywiadu” gen. Władysława Andersa na ziemiach Polski.

## Proces

### Śledztwo

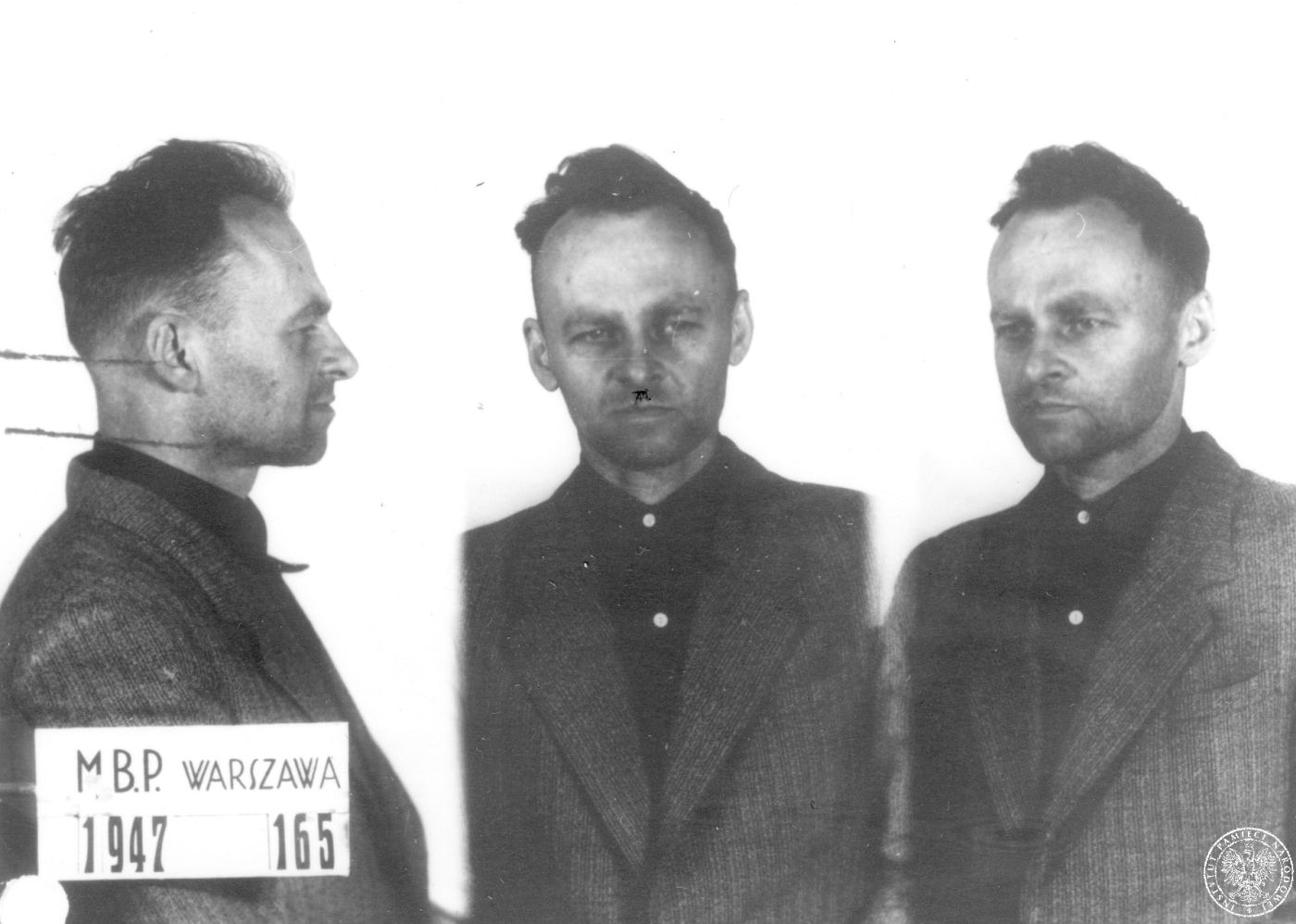
Witold Pilecki po aresztowaniu przez MBP. Więzienie mokotowskie (1947)

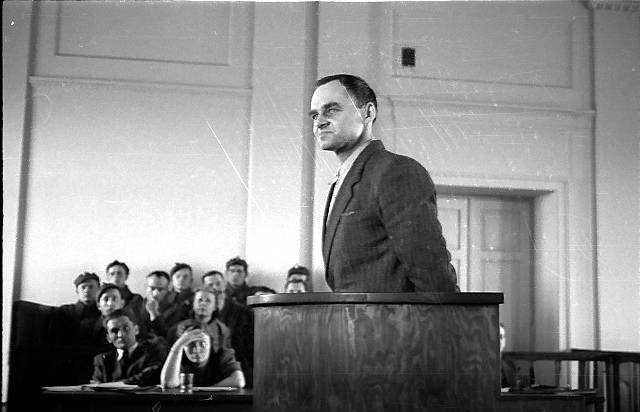
Witold Pilecki w trakcie procesu

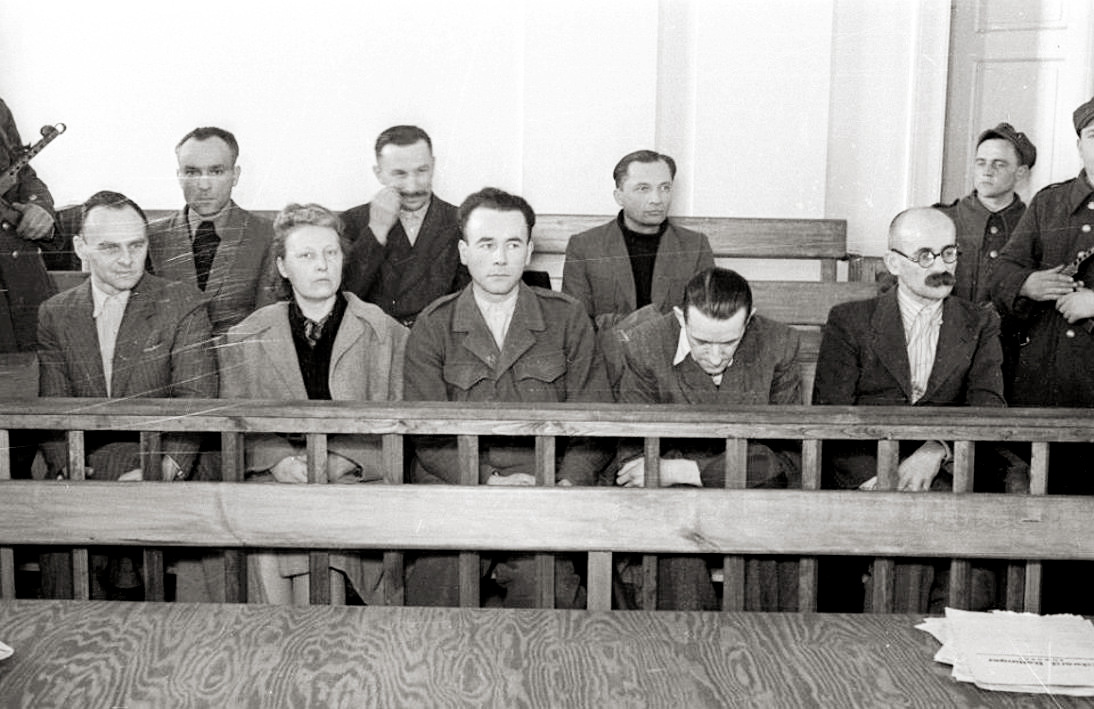
Ława oskarżonych w procesie pokazowym Witolda Pileckiego (marzec 1948). Pierwszy rząd od lewej: Witold Pilecki, Maria Szelągowska, Tadeusz Płużański, Maksymilian Kaucki i Makary Sieradzki. Drugi rząd: Ryszard Jamontt-Krzywicki, Witold Różycki i Jerzy Nowakowski.

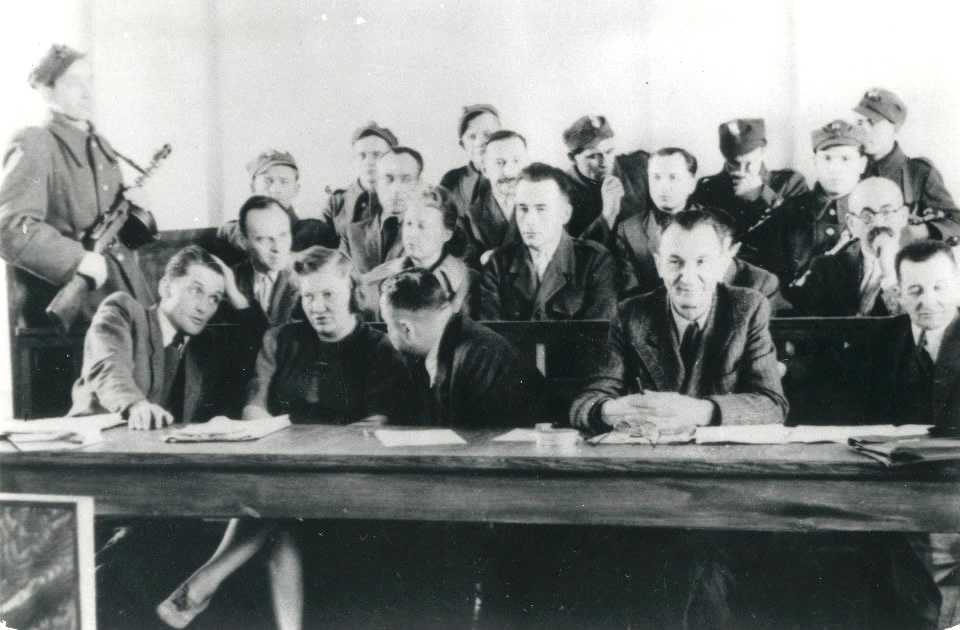
Obrońcy (pierwszy rząd) i ława oskarżonych podczas procesu „grupy Witolda”, marzec 1948

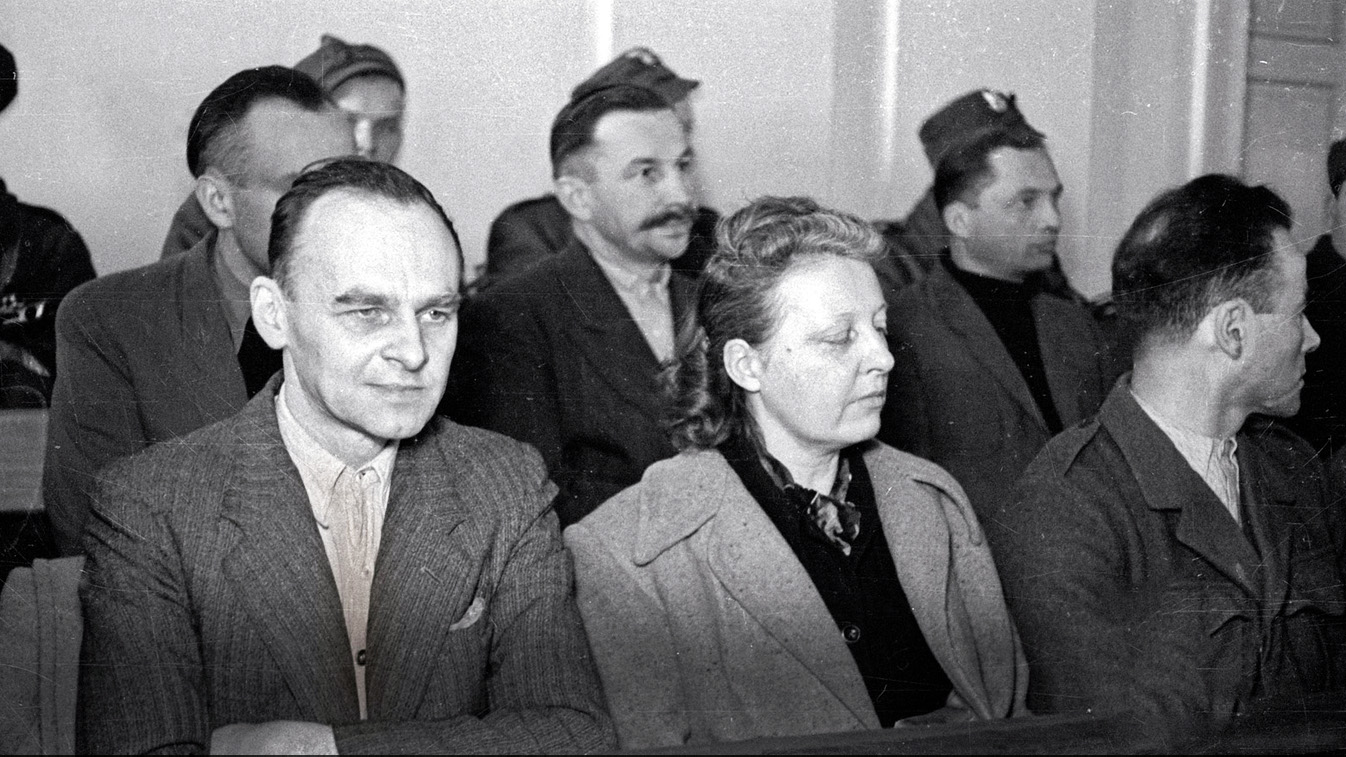
Witold Pilecki, Maria Szelągowska i Tadeusz Płużański (z profilu) na ławie oskarżonych, marzec 1948

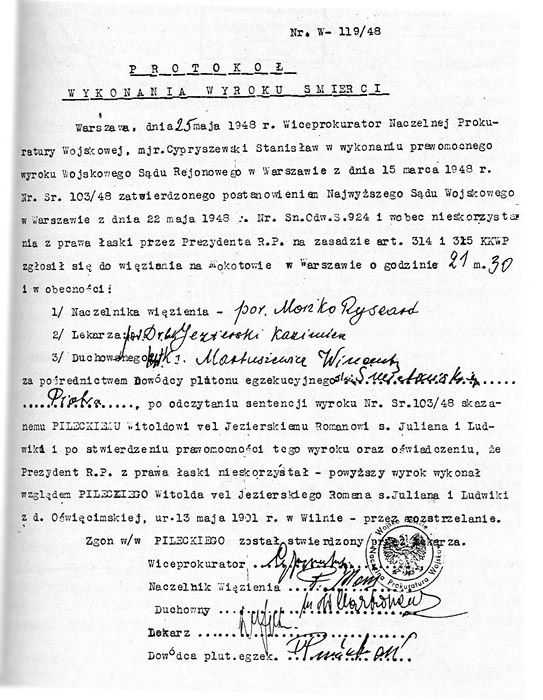
Witold Pilecki, protokół egzekucji wykonanej przez Piotra Śmietańskiego, 1948

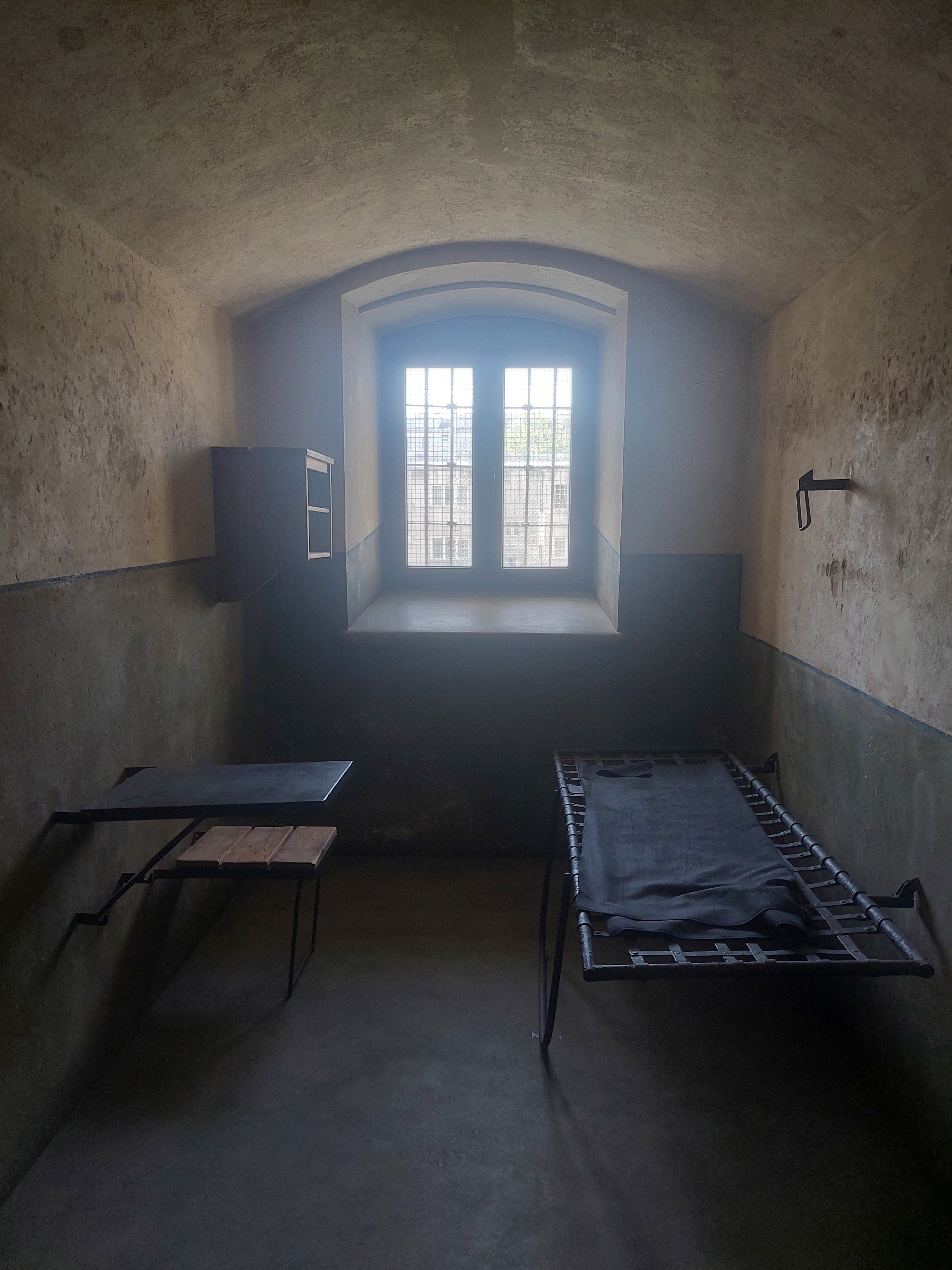
Zrekonstruowana cela, w której Witold Pilecki oczekiwał na wykonanie wyroku, 2025

Został zatrzymany prawdopodobnie 8 maja 1947 (choć nie można wykluczyć, że już 5 maja był w rękach bezpieki) w mieszkaniu Heleny i Makarego Sieradzkich przy ulicy Pańskiej, do którego przyszedł, nie wiedząc o aresztowaniu jego właścicieli dzień wcześniej i utworzonym tam „kotle”. Wraz z „Witoldem” wpadł notatnik z adresami około stu osób z nim współpracujących oraz szyfr. W areszcie był torturowany przez funkcjonariuszy Urzędu Bezpieczeństwa, m.in. przez jednego z najokrutniejszych śledczych Eugeniusza Chimczaka. Śledztwo przeciwko niemu nadzorował ppłk Ludwik Serkowski.
Do tekstu Romanowskiego pt. „Tajemnica Witolda Pileckiego” opublikowanego w „Polityce” odniósł się Instytut Pamięci Narodowej, zarzucając publicyście opieranie swojej tezy na wyrwanym z kontekstu protokole przesłuchania rotmistrza Pileckiego przez UB z 8 maja 1947 r. oraz niezapoznanie się ze znajdującymi się w archiwum IPN aktami dotyczącymi śledztwa i procesu rtm. Witolda Pileckiego i innych współoskarżonych – pominięcie powszechnie znanego faktu, że zarówno Witold Pilecki, jak i inne współpracujące z nim osoby były wcześniej rozpracowywane przez policję polityczną. IPN zarzuca również Romanowskiemu ignorancję w kwestii powszechnie dostępnej wiedzy o stalinowskich metodach śledczych, a w szczególności relacji świadków (m.in. Tadeusza Płużańskiego i Marii Szelągowskiej) o torturach wobec rotmistrza Pileckiego. Syn Tadeusza Płużańskiego tak scharakteryzował relacjonowane przez ojca tortury wobec Pileckiego: „był torturowany wręcz barbarzyńsko: zdarto mu paznokcie, z nóg, miażdżono mu jądra, nadziewano go na nogę od stołka. Katowany był w sposób nieludzki”. W trakcie ostatniego, jak się później okazało, widzenia z żoną Pilecki wyznał jej w tym kontekście: Oświęcim to była igraszka.
Jego córka wspomina:

…Na jednym z ostatnich posiedzeń, gdy już było wiadomo, że zginie, Ojciec dał mamie mały metalowy grzebyk i powiedział, żeby koniecznie kupiła książkę Tomasza á Kempis „O naśladowaniu Chrystusa”. Chciał, żeby mama codziennie czytała nam fragmenty tej cudownej książeczki. „To ci da siłę” – powiedział do niej. Bardzo sobie cenię tę książeczkę i przez cały czas ją czytam. Jest to także testament dla mnie.

### Oskarżenie
3 marca 1948 przed Rejonowym Sądem Wojskowym w Warszawie rozpoczął się proces tzw. „grupy Witolda”. Rotmistrz Pilecki został oskarżony o:
- zorganizowanie na terenie Polski sieci wywiadowczej na rzecz gen. Andersa;
- przygotowywanie zbrojnego zamachu na grupę dygnitarzy MBP tzw. likwidacja „mózgów MBP” – Raport Brzeszczota;
- przyjęcie korzyści majątkowej od osób działających w interesie obcego rządu;
- zorganizowanie trzech składów broni oraz nielegalne posiadanie broni palnej, amunicji i materiałów wybuchowych;
- brak rejestracji w Rejonowej Komendzie Uzupełnień;
- posługiwanie się fałszywymi dokumentami na nazwisko Jezierski Roman i Pilecki Witold.

Witolda Pileckiego oskarżono z art. 7, art. 13 § 1 i 2 w związku z art.1 § 2, art. 6 art. 4 § 1 dekretu z 13 czerwca 1946 r. oraz art. 117 § 1 i 2 Kodeksu Karnego WP, również z art. 187 Kodeksu Karnego.
Zarzut o przygotowywanie zamachu na procesie stanowczo odrzucił, a co do działalności wywiadowczej, to uważał ją za działalność informacyjną na rzecz II Korpusu, za którego oficera nadal się uważał. Do pozostałych zarzutów na procesie przyznał się.

### Skład sędziowski
Prokuratorem oskarżającym Pileckiego był major Czesław Łapiński, przewodniczącym składu sędziowskiego podpułkownik Jan Hryckowian (obaj byli dawnymi oficerami AK oraz LWP), a członkami składu sędziowskiego: sędzia wojskowy kapitan Józef Badecki i ławnik Stefan Nowacki. Skład sędziowski (tylko jeden ławnik zamiast dwóch) był niezgodny z ówczesnym prawem.

### Wyrok i śmierć

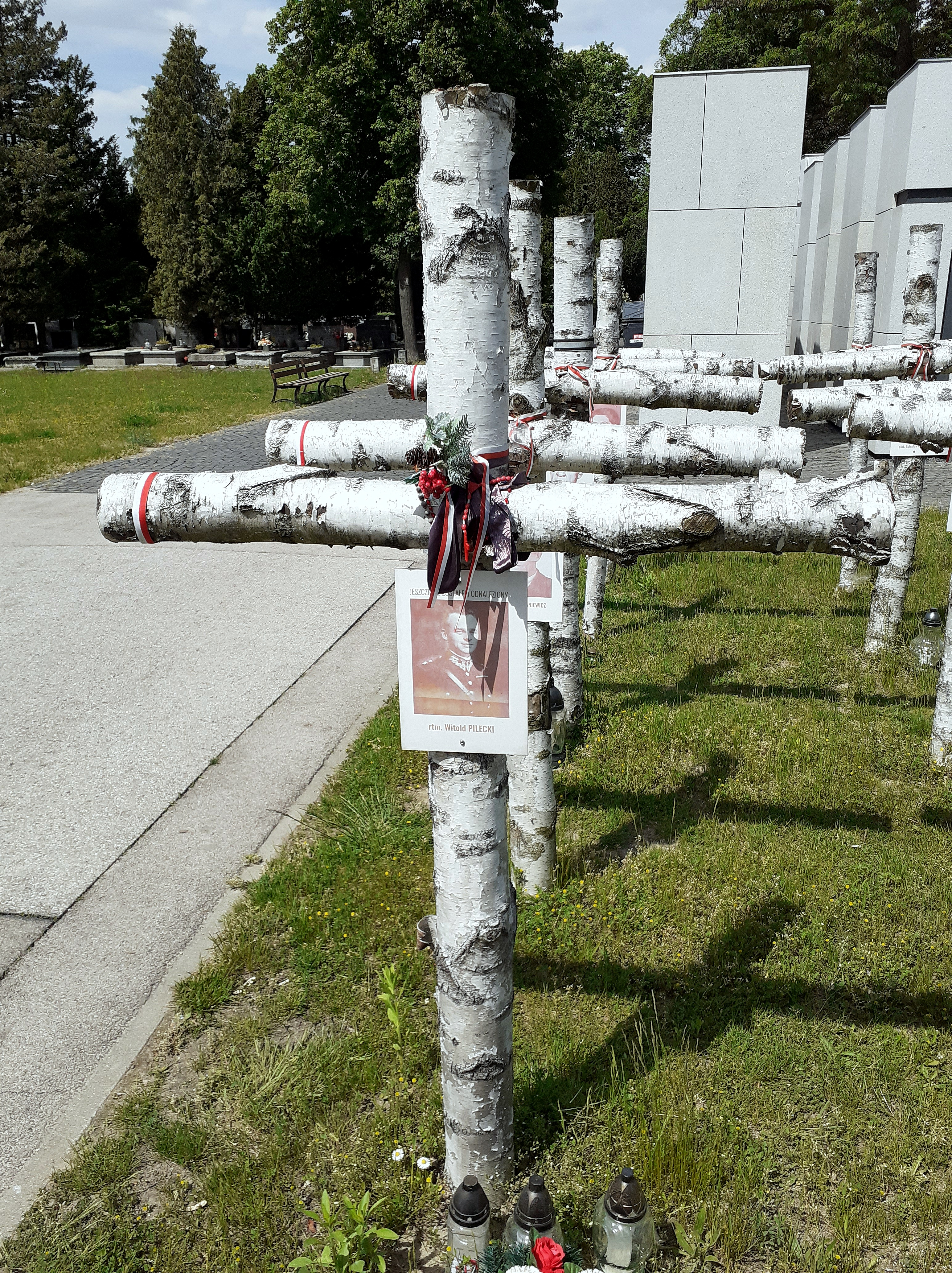
Symboliczny krzyż w kwaterze na Łączce

15 marca 1948 rotmistrz został skazany na karę śmierci. W drugiej instancji, 3 maja 1948, Najwyższy Sąd Wojskowy wyrok ten utrzymał w mocy. W składzie sędziowskim NSW zasiadali pułkownik Kazimierz Drohomirecki, podpułkownik Roman Kryże, major Leo Hochberg, porucznik Jerzy Kwiatkowski i major Rubin Szwajg. Wyrok wykonano dnia 25 maja w więzieniu mokotowskim na Rakowieckiej, poprzez strzał w tył głowy. Wykonawcą wyroku był Piotr Śmietański zwany „Katem z Mokotowa”.
Witold Pilecki pozostawił żonę, córkę i syna. Po przeprowadzonych w 2012 ekshumacjach i badaniach nie ustalono miejsca pochówku, choć podejrzewa się, iż jest nim kwatera na Łączce, gdzie potajemnie chowano ofiary UB, by pamięć w Polsce po nich zginęła. Alternatywnym miejscem ukrycia zwłok może być teren więzienia przy ul. Rakowieckiej w Warszawie. Oprócz zbiorowej mogiły w kwaterze na Łączce istnieje rodzinny grób symboliczny (kwatera D22-1-2).

### Wyroki grupy
Wraz z rotmistrzem Pileckim zostali skazani:
- Maria Szelągowska – kara śmierci (zamieniona na dożywotnie pozbawienie wolności)[54];
- Tadeusz Płużański – kara śmierci (zamieniona na dożywotnie pozbawienie wolności);
- Makary Sieradzki – dożywotnie więzienie;
- Ryszard Jamontt-Krzywicki – 8 lat więzienia;
- Maksymilian Kaucki – 12 lat więzienia;
- Witold Różycki – 15 lat więzienia;
- Jerzy Nowakowski – 5 lat więzienia.

### Procesy odpryskowe
Oprócz procesu głównego grupy „Witolda”, który był publiczny (pokazowy) i miał dostarczyć materiału propagandowego na potwierdzenie tezy o szpiegowskiej działalności grupy i współpracy oskarżonych z okupantem hitlerowskim oraz miał stać się środkiem do sterroryzowania społeczeństwa, odbyło się szereg zamkniętych procesów odpryskowych.
Prócz wydania wyroków na rozprawie głównej na karę śmierci skazano przynajmniej sześć osób (wobec trzech zastosowano prawo łaski) oraz na kary więzienia przynajmniej osiem osób.
Osoby powiązane z siatką Pileckiego, skazane podczas zamkniętych rozpraw:
- Tadeusz Czesław Bejt (Beyt) – kara śmierci – wykonano;
- Stanisław Kuczyński – kara śmierci – (zamieniona na dożywotnie pozbawienie wolności)[56];
- Stanisław Jaworski – kara śmierci – (zamieniona na dożywotnie pozbawienie wolności);
- Leon Knyrewicz (Knyrowicz) – kara śmierci – wykonano;
- Władysław Kielim – kara śmierci – (ułaskawiony)[57];
- Wacław Alchimowicz – kara śmierci – wykonano;
- Stanisław Furmańczyk – 6 lat więzienia (złagodzono do 3 lat);
- Helena Sieradzka – 7 lat więzienia (złagodzono do 3,5 lat);
- Stanisława Skłodowska – 8 lat więzienia;
- Wacława Wolańska – 6 lat więzienia;
- Maria Kolarczyk-Sznewel – 6 lat więzienia;
- Tadeusz Szturm de Sztrem – 10 lat więzienia;
- Barbara Otwinowska – 3 lata więzienia;
- Michał Glinka – 6 lat więzienia.

### Kwestia ułaskawienia
Prośby o ułaskawienie Pileckiego skierowali do prezydenta Bolesława Bieruta, prócz obrońcy, przyjaciele oświęcimscy i żona rotmistrza Pileckiego. Bolesław Bierut nie skorzystał z prawa łaski.
Bratanek Pileckiego twierdzi, że podczas rozprawy odczytano list Józefa Cyrankiewicza, w którym ówczesny premier napisał: „Gdyby oskarżony zechciał powoływać się na mnie, na moją znajomość z Oświęcimia, nie może to absolutnie w żadnym wypadku zmniejszyć jego winy i nie może spowodować złagodzenia wyroku. Oskarżony Witold Pilecki jest wrogiem Polski Ludowej, jest bardzo szkodliwą jednostką, dlatego powinien ponieść najwyższy wymiar kary”. Jednakże żadni inni świadkowie (w tym obrońcy skazanych) nie potwierdzili tego faktu, a w aktach sądowych nie ma takiego listu, ani zaś żadna inna relacja tego nie potwierdza.

## Rehabilitacja
W 1990 roku minister sprawiedliwości Aleksander Bentkowski zwrócił się do Sądu Najwyższego o rozstrzygnięcie kwestii: czy ważne są przepisy szczegółowe i akty prawne z lat stalinowskich, które za zdradę stanu uznawały wybór innej opcji polityczno-ustrojowej. Ponieważ dekret PKWN o ochronie państwa wydany 30 października 1944 roku był sprzeczny z normami prawa międzynarodowego (działał wstecz), stąd oparte na nim wyroki były z istoty nieważne, więc podejmowanie procesów rehabilitacyjnych uznano za niezasadne. Prokuratorzy z Naczelnej Prokuratury Wojskowej w 1990 roku podjęli rewizję procesu grupy rotmistrza Pileckiego. Unieważnienie wyroku w sprawie Witolda Pileckiego oraz pozostałych zasądzonych wraz z nim w 1948 roku oskarżonych nastąpiło dnia 1 października 1990 roku. Wojskowy Sąd Najwyższy uwolnił skazanych od stawianych im ongiś zarzutów, podkreślając niesprawiedliwy charakter wydanych wyroków, które zapadły z naruszeniem prawa. Sąd Najwyższy podkreślił patriotyczną postawę niesłusznie skazanych.
Witold Pilecki odznaczony został pośmiertnie Krzyżem Komandorskim Orderu Odrodzenia Polski (1995). W 2002 roku przeciwko prokuratorowi Czesławowi Łapińskiemu, oskarżającemu w procesie rotmistrza, prokurator IPN wniósł akt oskarżenia. Do wydania wyroku nie doszło wobec śmierci oskarżonego w 2004 roku.
Dnia 30 lipca 2006 roku, przy obchodach 62. rocznicy wybuchu powstania warszawskiego, prezydent Polski Lech Kaczyński przyznał Witoldowi Pileckiemu pośmiertnie Order Orła Białego.
Dnia 5 września 2013 roku minister obrony narodowej Tomasz Siemoniak awansował pośmiertnie rotmistrza Witolda Pileckiego na stopień pułkownika.

## Ordery i odznaczenia
- Order Orła Białego – 27 czerwca 2006, pośmiertnie[63][64]
- Krzyż Komandorski Orderu Odrodzenia Polski – 11 stycznia 1995, pośmiertnie[63][65]
- Krzyż Walecznych – dwukrotnie
- Srebrny Krzyż Zasługi
- Krzyż Oświęcimski – pośmiertnie
- Warszawski Krzyż Powstańczy – pośmiertnie
- Krzyż Zasługi Wojsk Litwy Środkowej
- Medal Pamiątkowy za Wojnę 1918–1921
- Medal Dziesięciolecia Odzyskanej Niepodległości – 1928
- Odznaka 26 pułku ułanów
- Gwiazda Wytrwałości – 1984, pośmiertnie[66]

## Upamiętnienie

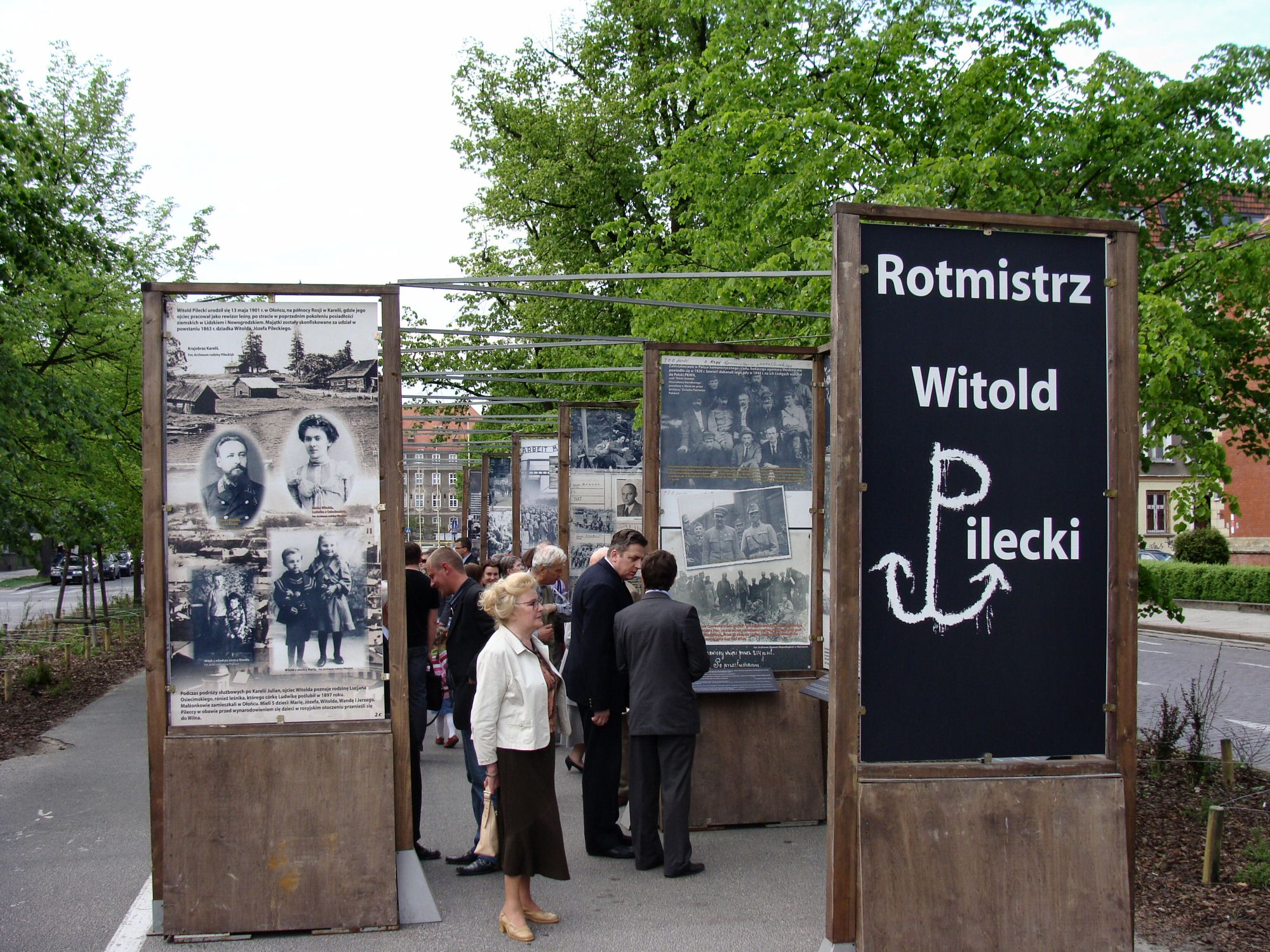
Wystawa plenerowa IPN poświęcona rotmistrzowi Pileckiemu – Szczecin, 2009

Po 1989 w starania celem rehabilitacji i upamiętnienia rtm. Witolda Pileckiego zaangażowali się jego syn Andrzej i córka Zofia. 19 września 2019 r. Parlament Europejski, realizując trzeci z celów zainicjowanej przez Fundację Paradis Judaeorum w styczniu 2008 r. akcji społecznej „Przypomnijmy o Rotmistrzu” („Let’s Reminisce About Witold Pilecki”), opowiedział się za ustanowieniem 25 maja – rocznicy zamordowania rtm. Pileckiego – Europejskim Dniem Bohaterów Walki z Totalitaryzmem.

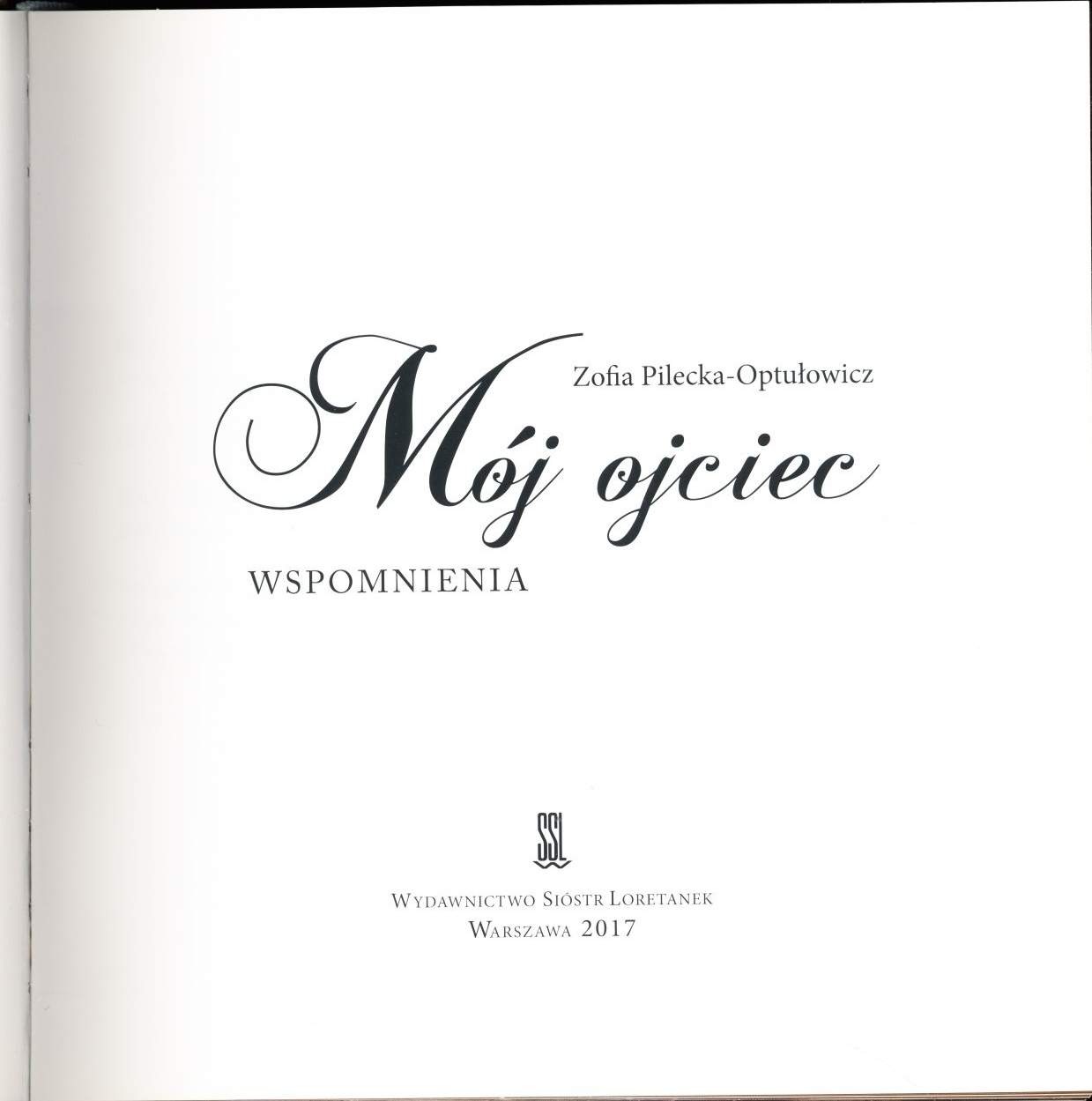
Tytułowa strona książki Zofii Pileckiej-Optułowicz, córki Witolda Pileckiego, zatytułowanej Mój ojciec, Warszawa, 2017

### Książki
- Oświęcim walczący Józefa Garlińskiego (Londyn, ODNOWA, 1974, angielskie wydanie Fighting Auschwitz. The resistance movement in the concentration camp, 1975)
- W książce Six Faces of Courage z 1978 roku historyk brytyjski, profesor Michael Foot, zaliczył Pileckiego do sześciu najodważniejszych ludzi ruchu oporu podczas II wojny światowej[69][70].
- W 1994 historyk Wiesław Jan Wysocki wydał biografię Rotmistrz Pilecki[71]
- W 1997 roku Adam Cyra wspólnie z Wiesławem Janem Wysockim napisali książkę pt. „Rotmistrz Witold Pilecki”[72] Została wydana przez Oficynę Wydawniczą Volumen i Fundację Pamięci Ofiar Obozu Zagłady Auschwitz-Birkenau.
- W 1998 Krzysztof Pilecki, bratanek Witolda[73] opublikował biografię stryja Był sens walki i sens śmierci wydaną przez Oddział „Towarzystwa Miłośników Wilna i Ziemi Wileńskiej” w Bydgoszczy[74]
- W 2000 historyk Państwowego Muzeum Auschwitz-Birkenau dr Adam Cyra opublikował biografię rotmistrza pt. Ochotnik do Auschwitz. Książka wydana nakładem wydawnictwa Chrześcijańskie Stowarzyszenie Rodzin Oświęcimskich[13].
- W 2008 Jacek Pawłowicz, nakładem IPN-u wydał obszerny album fotograficzny pt. Rotmistrz Witold Pilecki, 1901–1948, z przedmową Janusza Kurtyki, ówczesnego prezesa IPN. Zestaw zdjęciowy (zdjęcia i fotokopie dokumentów między innymi ze śledztwa na UB) poprzedza obszerny wstęp prezentujący postać rotmistrza[75].
- W 2008 Kancelaria Senatu RP wydała Jednostka przeciw totalitaryzmowi – w 60. rocznicę zamordowania rotmistrza Witolda Pileckiego. Materiały z konferencji zorganizowanej przez Wicemarszałka Senatu Zbigniewa Romaszewskiego we współpracy z Komisją Praw Człowieka i Praworządności, Instytutem Pamięci Narodowej i Stowarzyszeniem „Dolnośląska Inicjatywa Historyczna”, 9 czerwca 2008 roku, opracowane przez Małgorzatę Lipińską[76].
- W 2009 profesor Wiesław Jan Wysocki napisał kolejną biografię Rotmistrz Witold Pilecki 1901–1948 wydaną w Warszawie przez Światowy Związek Żołnierzy Armii Krajowej i „Rytm”[77].
- W 2010 roku Marco Patricelli wydał książkę Ochotnik. O Rotmistrzu Witoldzie Pileckim. Przełożył Krzysztof Żaboklicki. Wydawnictwo Literackie[78].
- W 2012 roku książka o Witoldzie Pileckim pt. The Auschwitz Volunteer. Beyond Bravery' opublikowana w USA przez amerykańskie wydawnictwo Aquila Polonica została nagrodzona złotym medalem w kategorii biografie i autobiografie przez Stowarzyszenie Amerykańskich Wydawców Association of American Publishers (AAP)[79][80]. 29 maja 2013 roku książka ta zdobyła również srebrny medal na Benjamin Franklin Awards w Nowym Yorku w kategorii biografie organizowanym przez Independent Book Publishers Association (IBPA)[81].
- W 2013 roku Roman Konik opublikował książkę Znamię na potylicy. Opowieść o rotmistrzu Pileckim w poznańskim wydawnictwie Zysk i S-ka[82].
- Mirosław Keller napisał czterotomowy poemat Rodowód polskich bohaterów poświęcony rodzinie Pileckich. Tom czwarty jest poświęcony Witoldowi Pileckiemu[83].
- W 2014 roku Adam Cyra wydał książkę pt. Rotmistrz Pilecki Ochotnik do Auschwitz. Jest to uzupełniona i poprawiona książka tego autora z 2000 roku pt. Ochotnik do Auschwitz Witold Pilecki 1901–1948.
- W 2014 roku Krzysztof Tracki wydał książkę pt. Młodość Witolda Pileckiego, w znacznym stopniu opartą na nieprzebadanych dotąd źródłach, m.in. metrykach przodków oraz listach Witolda do Kazimiery Daczówny z lat dwudziestych, znalezionych w Nowych Święcianach pod Wilnem.
- W 2016 roku Lawrence Reed, nakładem Foundation for Economic Education wydał książkę Real heroes, której 26. rozdział poświęcony jest Witoldowi Pileckiemu
- W tym samym roku Adam J. Koch, nakładem Freedom Publishing Books, wydał książkę Captain’s Portrait. Witold Pilecki – Martyr for Truth[84]
- W 2017 roku Zofia Pilecka-Optułowicz nakładem Sióstr Loretanek (https://sklep.loretanki.pl/) wydała książkę Mój ojciec - wspomnienia ISBN 978-83-7257-854-9
- W 2019 roku Anna Mandrela, nakładem Stowarzyszenia Pokolenie wydała książkę pt. Duchowość i charakter Witolda Pileckiego – sylwetka ochotnika do Auschwitz[85].
- W 2019 roku brytyjski dziennikarz, Jack Fairweather, były korespondent Daily Telegraph oraz Washington Post wydał książkę po angielsku pt. The Volunteer: The true Story of the Resistance Hero Who infiltrated Auschwitz, nakładem Penguin Books-Random House. Książka zawiera nowe materiały z archiwów polskich i niemieckich szczególnie pod kątem obserwacji Pileckiego początków systematycznego mordowania polskich Żydów, co potem określono jako Holocaust. Autor zwraca uwagę na to, że te wstrząsające wiadomości i dowody dochodzące do aliantów od Pileckiego z obozu Auschwitz nie były przyjęte przez dłuższy czas jako wiarygodne[86]. Książka ukazała się w 26 krajach w nakładzie około miliona egzemplarzy. W 2019 została uznana za książkę roku w jednym z prestiżowych konkursów literackich w Wielkiej Brytanii - Costa Book Awards[87].
- W 2019 roku Anna Mandrela, nakładem „Stowarzyszenia Marsz Niepodległości” wydała książkę pt. Kto zdradził Witolda Pileckiego? Nieznane fakty z ostatnich lat życia Rotmistrza. Książka zawiera niepublikowane dokumenty, które rtm. Pilecki wysyłał na zachód, a także agenturalne meldunki, które przyczyniły się do jego aresztowania. Jest to pierwszy tak obszerny opis działalności rtm. Witolda Pileckiego w latach 1945–1947[88].
- W 2021 roku Jarosław Wróblewski opublikował książkę „Rotmistrz”, bogato ilustrowaną biografię, podejmującą próbę całościowego ujęcia wszystkich najnowszych ustaleń na temat życia Witolda Pileckiego[89]
- W grudniu 2021 roku, nakładem Muzeum Kresów i Ziemi Ostrowskiej, odbyła się premiera drugiego, rozszerzonego wydania książki Krzysztofa Trackiego Młodość Witolda Pileckiego. W Aneksie znalazły się niepublikowane dotąd w całości Wspomnienia Witolda Pileckiego (1901-1940). Książka zawiera wiele nowych ustaleń na temat obecności Pileckiego w orłowskim harcerstwie i jego losów na Wileńszczyźnie, jednocześnie burząc mity na temat rzekomych powiązań politycznych Pileckiego, ukazując go jako bohatera uniwersalnego[90]

### Akcje społeczne

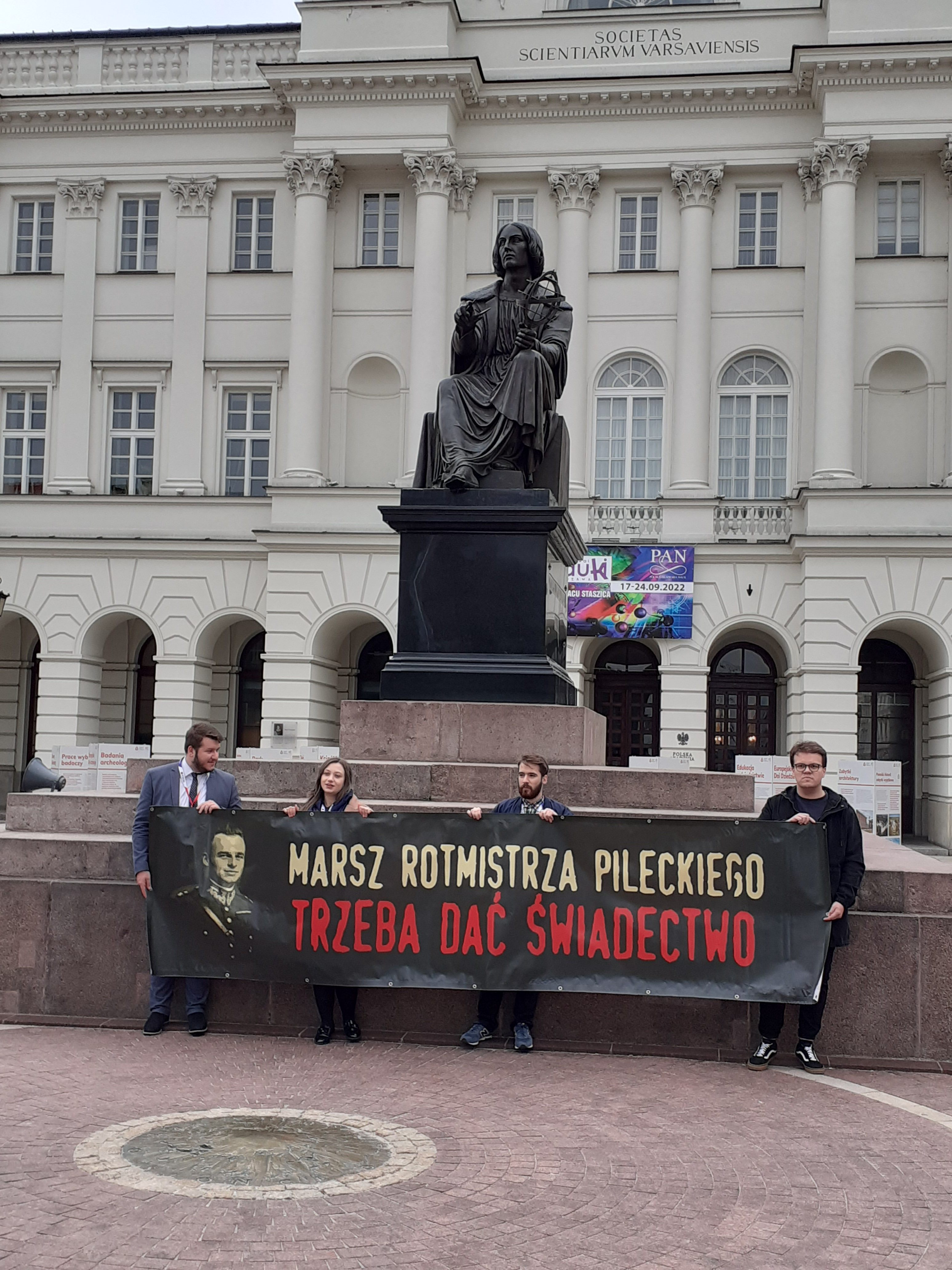
Baner upamiętniający Witolda Pileckiego podczas marszu na jego cześć (2022)

- W styczniu 2008 r.[91] Fundacja Paradis Judaeorum zainicjowała międzynarodową akcję społeczną „Przypomnijmy o Rotmistrzu” („Let’s Reminisce About Witold Pilecki”)[92]. Zasadnicze cele tej apolitycznej inicjatywy obywatelskiej to: a) upowszechnienie „Raportu Witolda” z 1945 r., b) lobbing na rzecz superprodukcji filmowej opowiadającej losy Ochotnika do Auschwitz, c) ustanowienie 25 maja Europejskim Dniem Bohaterów Walki z Totalitaryzmem. 6 lutego 2012 r. Muzeum Holocaustu w Waszyngtonie odpowiedziało pozytywnie na wniosek Fundacji Paradis Judaeorum z sierpnia 2010 r. w sprawie uzupełnienia ekspozycji o informacje na temat dokonań Witolda Pileckiego[93]. W latach 2008–2016 fundacja pięciokrotnie występowała do Ministra Edukacji Narodowej o wpisanie „Raportu Witolda” z 1945 r. do kanonu lektur szkolnych[94]. Od 17 września 2008 Fundacja Paradis Judaeorum zabiega także o beatyfikację Witolda Pileckiego[40].
- 2 kwietnia 2009 w Parlamencie Europejskim odbyło się głosowanie nad projektem rezolucji „Świadomość europejska a totalitaryzm”[95]. Trzy poprawki do projektu[96], wniesione przez posłankę PiS Hannę Foltyn-Kubicką zawierały propozycje wpisania nazwiska rtm. Pileckiego do rezolucji oraz ustanowienia dnia jego śmierci (25 maja) Międzynarodowym Dniem Bohaterów Walki z Totalitaryzmem. Poprawki zostały jednak odrzucone głosami większości europarlamentarzystów, zarówno zagranicznych, jak i polskich[97], co wywołało falę krytyki w kraju, głównie ze strony środowisk prawicowych[98].
- W 2008 roku, w 60. rocznicę mordu na Pileckim wiele instytucji państwowych i organizacji pozarządowych podjęło działania mające na celu rozpropagowanie dziejów Pileckiego. Powstały w tym czasie witryny internetowe, odsłonięto tablice pamiątkowe, ukazały się liczne artykuły prasowe. 7 maja 2008 Senat RP, na wniosek Fundacji „Żołnierzy Wyklętych”, według projektu Tadeusza Pawlickiego, podjął uchwałę w sprawie przywrócenia pamięci zbiorowej Polaków bohaterskiej postaci rotmistrza Witolda Pileckiego[99]. Senatorowie uczcili w ten sposób 60. rocznicę śmierci jednego z największych bohaterów drugiej wojny światowej[100].
- Historii rotmistrza Pileckiego poświęcone były album i wystawa IPN prezentowana w 2011 r. podczas Międzynarodowych Targów Książki w Tajpej[101] (Taipei International Book Exhibition – TIBE).
- W 2012 roku Stowarzyszenie Auschwitz Memento zorganizowało ogólnopolską akcję „Projekt: Pilecki” mającą na celu zebranie pieniędzy na film dokumentalny o rotmistrzu Pileckim. Przy okazji przeprowadzono wiele akcji przypominających jego działalność i popularyzujących tę postać wśród Polaków[102]. Projekt ten został uznany za „Historyczne Wydarzenie Roku” w konkursie ogłoszonym przez Muzeum Historii Polski; nagrodę wręczono 26 maja 2015 roku[103].

Jego heroiczny czyn, jakim było dobrowolne i celowe poddanie się uwięzieniu w KL Auschwitz, a także powojenny, okupiony śmiercią powrót do Ojczyzny stawiają Witolda Pileckiego wśród najodważniejszych ludzi na świecie i powinny stać się dla Europy i świata wzorem bohaterstwa oraz symbolem oporu przeciw systemom totalitarnym. Pilecki został bowiem, jak wielu Polaków, poddany straszliwej próbie niszczącej machiny systemu hitlerowskiego, a po wojnie stalinowskiego. Z obydwu tych prób wyszedł zwycięsko, choć za swoją postawę zapłacił życiem.

- W 2021 r., w ramach upamiętnienia 120. rocznicy urodzin Witolda Pileckiego, Instytut Pileckiego we współpracy z PKP Intercity wykonały okolicznościowe oklejenie lokomotywy EU-44 Husarz, prowadzącej pociągi do Berlina. Prezentacja pojazdu z grafiką przedstawiającą opowieść o Witoldzie Pileckim miała miejsce 2 sierpnia 2021 r. na stacji kolejowej Warszawa Wschodnia. Na lokomotywie w językach polskim i angielskim umieszczono hasło: Jego odwaga inspiruje – His courage is inspiring[104][105].

### Film
- W 1990 powstał film dokumentalny pt. Witold, według scenariusza i reżyserii Tadeusza Pawlickiego, opowiadający o Witoldzie Pileckim[106]. W filmie wystąpili m.in. żona rotmistrza, jego dzieci Zofia i Andrzej, współpracownicy Sieradzkiego, Płużańskiego oraz łączniczka „Nory” Ostrowska i ks. Stępień, a ponadto wypowiedział się prokurator Czesław Łapiński.
- W 1998 powstał dokumentalny film biograficzny pt. Ucieczka z Oświęcimia, którego twórcą był Marek Wortman, opowiadający historię ucieczki Witolda Pileckiego z obozu w Auschwitz[107].
- W 2006 Scena Faktu Teatru Telewizji przygotowała przedstawienie oparte na dokumentach z archiwum Instytutu Pamięci Narodowej w reżyserii Ryszarda Bugajskiego z Markiem Proboszem w roli głównej zatytułowane Śmierć rotmistrza Pileckiego. Premiera miała miejsce na antenie TVP1 15 maja[108].
- W 2007 powstał film dokumentalny pt. Obywatel ziemski (scenariusz i reżyseria: Henryk Janas, Grzegorz Kasperek)[109].
- W 2012 powstał film reportażowy pt. Generał „Nil” i rotmistrz Pilecki – w poszukiwaniu bohaterów (scenariusz: Magdalena Belka, Łukasz Frątczak)[110].
- Stowarzyszenie Auschwitz Memento rozpoczęło w 2012 zbiórkę pieniędzy na film dokumentalny o Witoldzie Pileckim w związku z odmową finansowego wsparcia produkcji przez instytucje publiczne, o które organizacja starała się 3 lata[111]. Dotacji odmówiły stowarzyszeniu m.in. Muzeum Historii Polski oraz Ministerstwo Obrony Narodowej. Koszt powstania filmu szef rady programowej stowarzyszenia Bogdan Wasztyl ocenił na 215 tys. zł[112]. Inicjatorzy w internecie uruchomili stronę projektu projektpilecki.pl oraz profil na portalu Facebook, na których podawane były informacje o przebiegu zbiórki pieniędzy. Zbiórka miała charakter publiczny potwierdzony przez Ministerstwo Administracji i Cyfryzacji. Organizacja Auschwitz Memento zebrała na ten cel do 26 września 2013 roku 155 840 i 01 groszy[113]. Oświęcimskie stowarzyszenie zrealizowało już kilka historycznych filmów dokumentalnych, które były emitowane w TVP, m.in. o niemieckich zbrodniach w Piaśnicy na Pomorzu Gdańskim w 1940 podczas eksterminacji polskiej inteligencji na Pomorzu oraz o wojennych losach mieszkańców Podhala[114]. Zdjęcia do filmu o rotmistrzu rozpoczęły się 13 maja 2014 roku. Brał w nich udział między innymi syn Witolda Pileckiego, Andrzej. Premiera filmu pt. Pilecki odbyła się 25 września 2015[115]. Reżyserem tej dokumentalno-fabularyzowanej produkcji był Mirosław Krzyszkowski, a scenarzystami tenże twórca oraz Bogdan Wasztyl, zaś w rolę rotmistrza wcielił się aktor Marcin Kwaśny[116].
- Stowarzyszenie Auschwitz Memento z okazji 70. rocznicy ucieczki Witolda Pileckiego, Edwarda Ciesielskiego i Jana Redzeja zorganizowało rajd śladami ucieczki „Ucieczka z Auschwitz 2013”. Trasę tę przeszli członkowie zespołu „Forteca” ze Szczyrku. Uczestnikom towarzyszyła kamera. W wyniku rajdu powstał 40-minutowy film „Ucieczka z piekła. Śladami Witolda Pileckiego” w reżyserii Dariusza Walusiaka. Przedstawia on równolegle historię Witolda Pileckiego i jego towarzyszy oraz współczesnych „uciekinierów”, potomków ludzi którzy spotkali Pileckiego na drodze ucieczki i jego syna Andrzeja Pileckiego.
- W ramach brytyjskiej serii filmowej o charakterze dokumentalno-fabularyzowanej pt. Heroes of War. Poland powstał odcinek pt. Witold Pilecki. A Volunteer for Auschwitz (2013, reż. Joshua Whitehead)[117]
- Kanał telewizji satelitarnej History zlecił firmie Sky Vision produkcję serialu dokumentalnego pt. „Unsung Heroes” dedykowanego polskim bohaterom II wojny światowej. Jeden z pięciu 50-minutowych odcinków został poświęcony Witoldowi Pileckiemu. Premiera odbyła się w lutym 2014 roku[118][119].
- Amerykański producent Gray Financial Ventures, LLC ogłosił, że planuje nakręcić film o życiu Witolda Pileckiego pt. Operation Auschwitz. Projekt jest prowadzony przez amerykańskiego producenta Davida Aarona Graya wraz z polską firmą postprodukcyjną Opus Film, która uczestniczyła w produkcji filmu Ida. Premiera filmu zaplanowana została na 2016 rok[120][121][122].
- 1 września 2023 premierę miał film biograficzny o Witoldzie Pileckim, Raport Pileckiego. Film wyreżyserował Krzysztof Łukaszewicz[123].

### Teatr
- 29 maja 2015 w Miejskim Ośrodku Kultury w Wojkowicach (woj. śląskie) doszło do premiery spektaklu pt. „Rotmistrz Witold Pilecki”[124], którego reżyserem i scenarzystą była Iwona Olszówka. Sztuka była wystawiana później jeszcze trzykrotnie: ponownie w MOK-u Wojkowice 14 listopada 2015[125], w Siemianowickim Centrum Kultury – Bytków dnia 1 marca 2016[126] oraz Teatrze Dzieci Zagłębia w Będzinie 3 marca 2016[127]. Spektakl opowiada o życiu rodzinnym Rotmistrza, jego pobycie w Auschwitz, zmaganiach podczas powstania warszawskiego oraz o powojennym procesie skazującym Witolda Pileckiego na śmierć z ręki UB.
- 23 października 2016 premiera Musicalu „Kryptonim Druh” w Ostrowi Mazowieckiej. Od premiery został on wystawiony 9 razy. Reżyseria i muzyka: Piotr Trentowski; Scenariusz: Michał Świderski[128].

### Pomniki

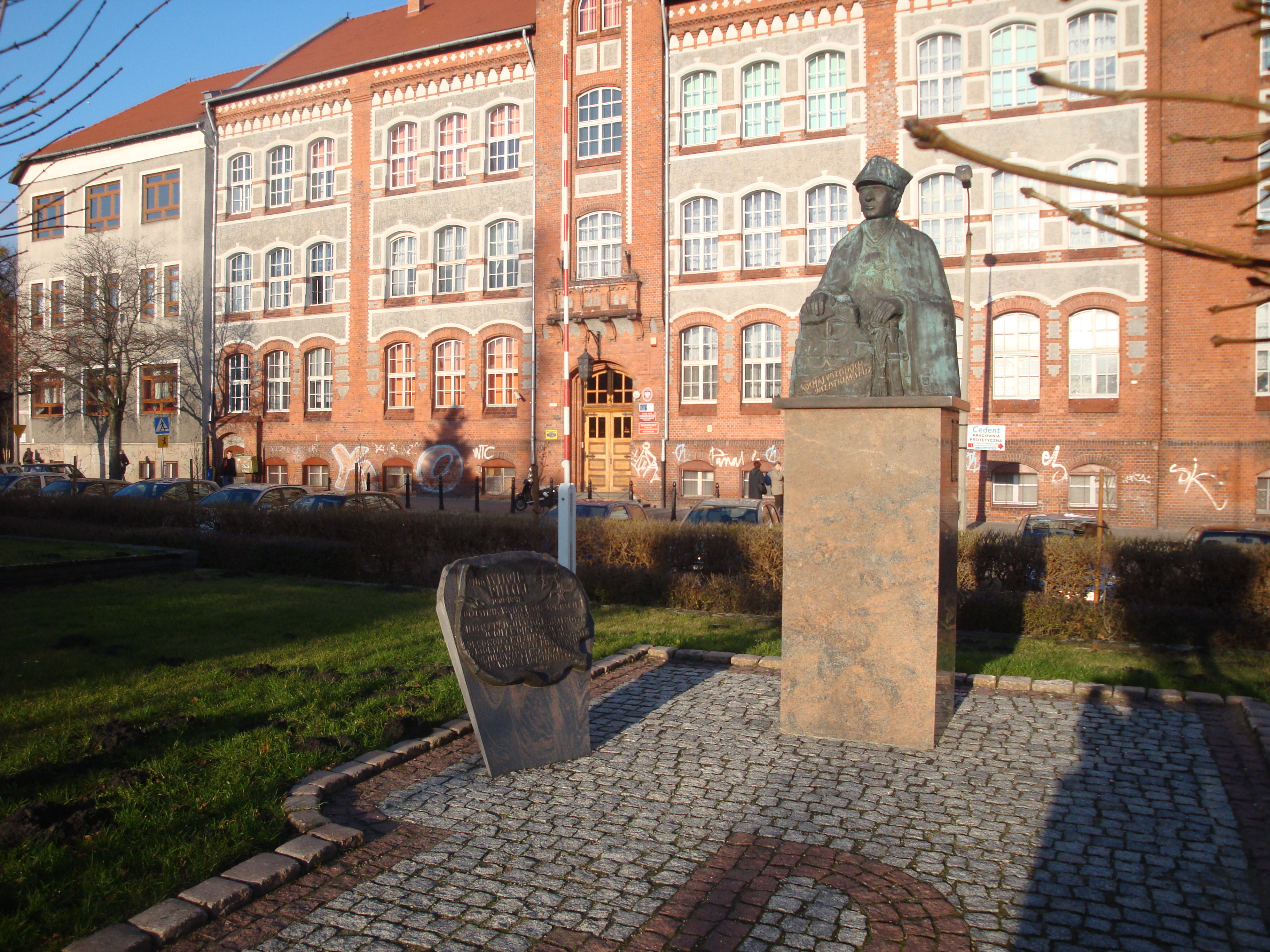
Pomnik Witolda Pileckiego w Grudziądzu

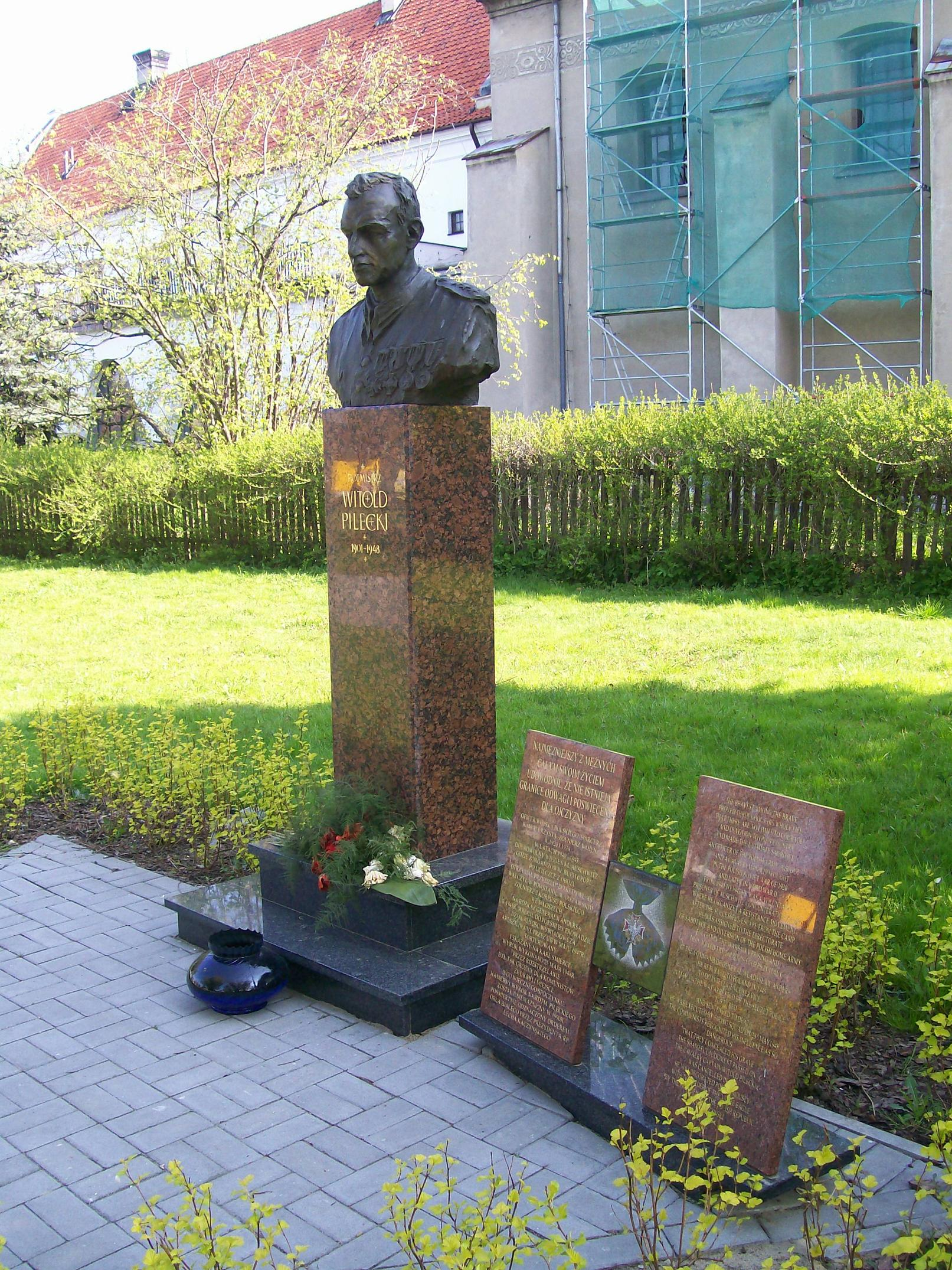
Park im Rotmistrza Pileckiego w Wieluniu – popiersie Witolda Pileckiego

- 25 maja 2008 odsłonięto w Parku im. Henryka Jordana w Krakowie (III.8), jego popiersie zrealizowane w ramach projektu „Galeria Wielkich Polaków XX wieku”.

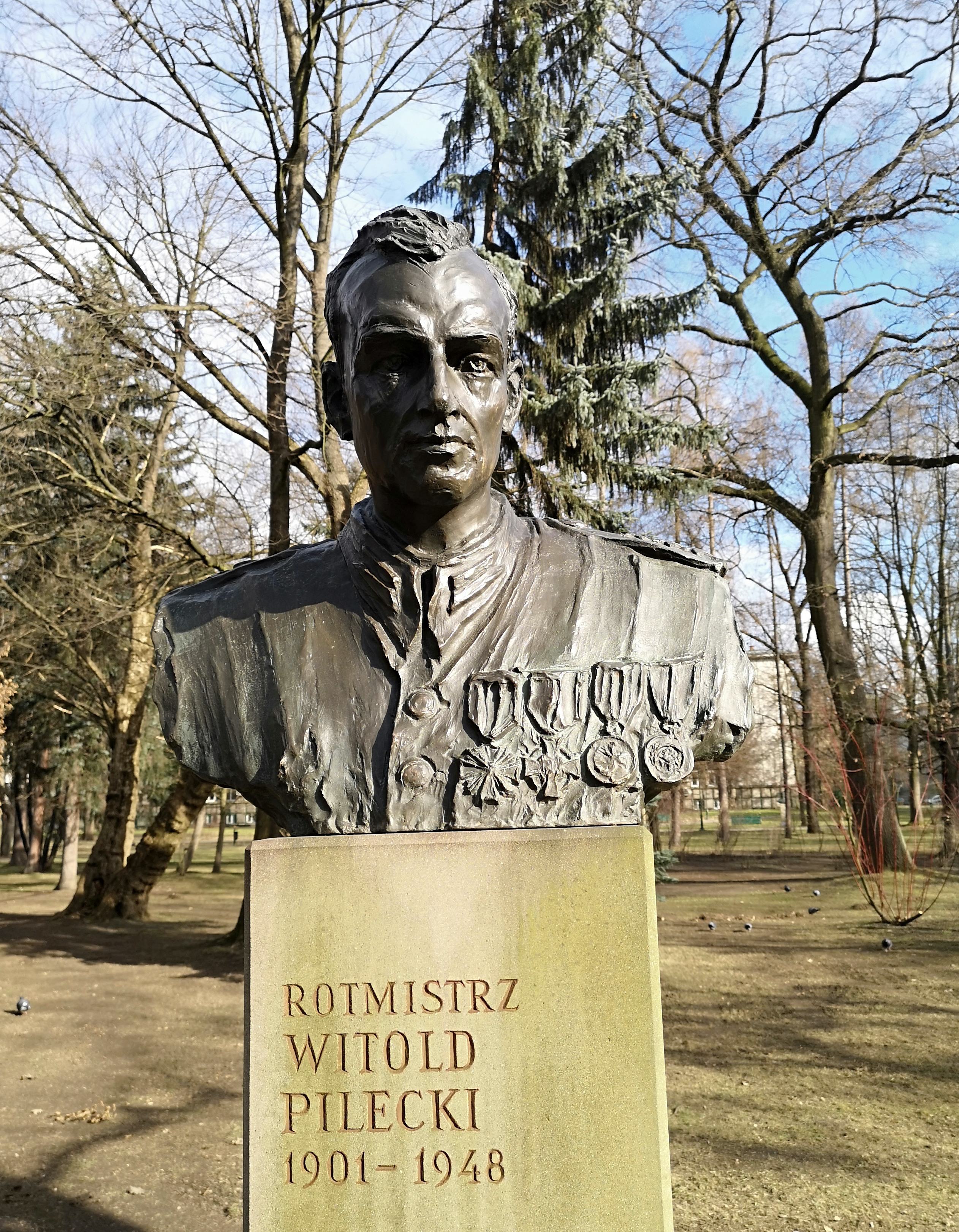
Pomnik Witolda Pileckiego w Parku Jordana w Krakowie

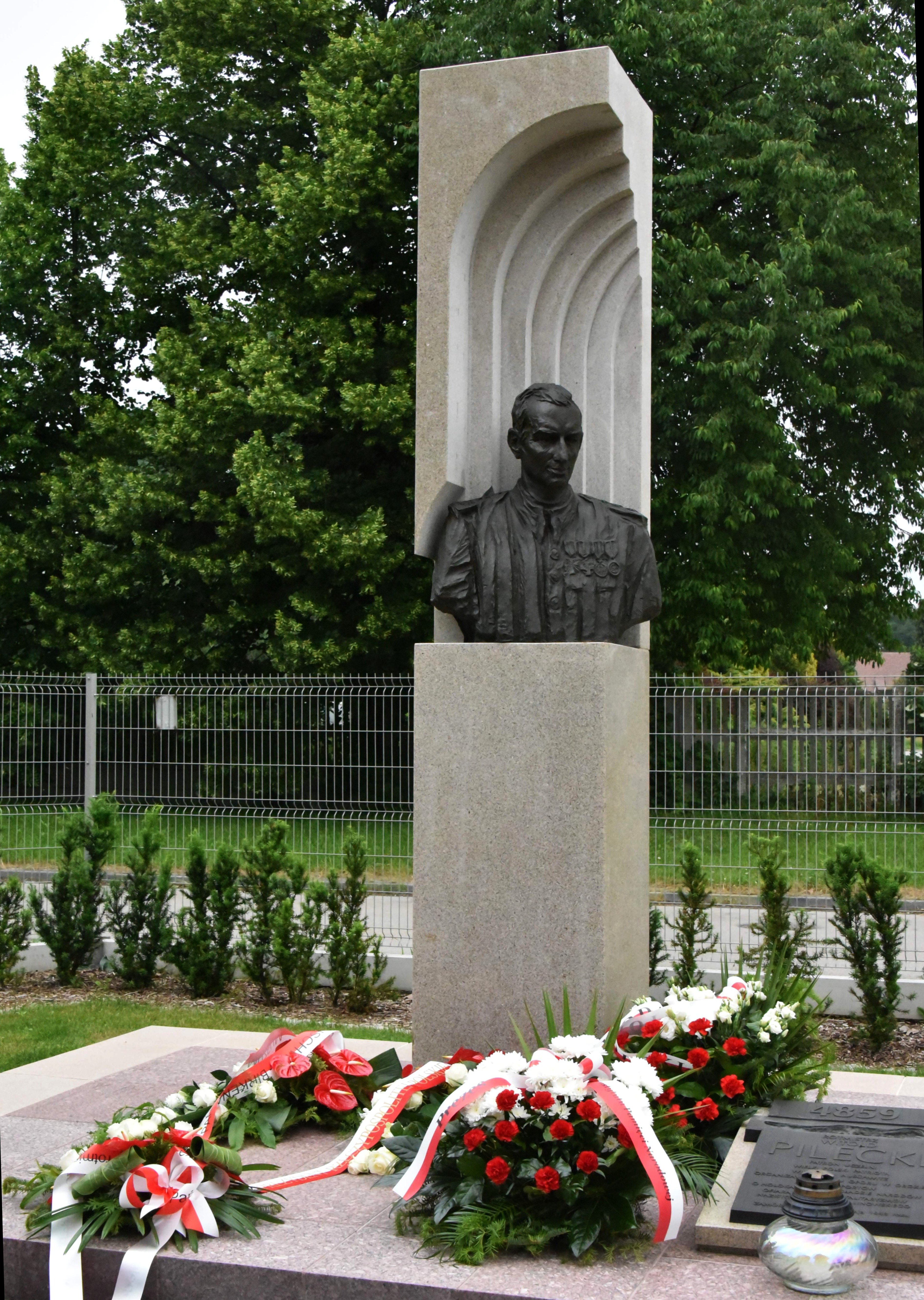
Pomnik Witolda Pileckiego w Oświęcimiu

- 25 maja 2011 we Wrocławiu na Promenadzie Staromiejskiej przy pl. Wolności został odsłonięty pomnik poświęcony Witoldowi Pileckiemu. Uroczystość zorganizowano w 63. rocznicę śmierci rotmistrza. Pomnik zaprojektował warszawski rzeźbiarz i performer Jerzy Kalina. Artysta wykonał czarną żelazną obrączkę o średnicy 3,5 m, unoszącą się na podwyższeniu z polerowanego kamienia. Jest symbolem wierności ojczyźnie, której rotmistrz dochował; przypomina czarną biżuterię powstańczą. W środku jest inskrypcja: imię, nazwisko, stopień wojskowy, symbol AK i orzełek wojskowy oraz cytat pochodzący z listu napisanego przez Pileckiego w więzieniu w 1947 roku do nadzorującego jego śledztwo Józefa Różańskiego: „Bo choćby mi przyszło postradać me życie – Tak wolę – niż żyć, a mieć w sercu ranę”[129].
- 25 maja 2012 w Katowicach na osiedlu Witosa odsłonięto jego pomnik.
- 24 maja 2014 w Sobótce koło Wrocławia odsłonięto Kamień Pamięci Witolda Pileckiego. Kamień znajduje się przy ul. Armii Krajowej 13, koło Domu Turysty PTTK „Pod Wieżycą”. W górnej części kamienia zostały wyrzeźbione szabla oraz czapka wojskowa Rotmistrza. Na środku znajduje się stopień wojskowy, imię, nazwisko, daty urodzin i śmierci oraz cytat „To kamień pamięci, nie po to by Cię przygniatał, Lecz by pamiętano o Tobie przez wieki”[130].
- 13 listopada 2014 w Chorzowie Batorym odsłonięto tablicę upamiętniającą postać Pileckiego i posadzono Dąb, który nazwano „Dąb Witold”.
- 25 maja 2016 w Częstochowie na ścianie kamienicy przy al. Wolności 33 odsłonięto tablicę upamiętniającą jego pobyt w Częstochowie w grudniu 1945.
- 13 maja 2017 odsłonięto Pomnik Witolda Pileckiego w Warszawie na terenie skweru przy Alei Wojska Polskiego u zbiegu z ulicą Bitwy pod Rokitną[131].
- 17 września 2018 odsłonięto pomnik Witolda Pileckiego w Gorzowie Wielkopolskim na terenie skweru przy ul. Jagiełły, nieopodal dawnej Łaźni Miejskiej[132].
- 25 maja 2019 roku podczas Uroczystości nadania Ochotniczej Straży Pożarnej w Bieńkowicach imienia Rotmistrza Witolda Pileckiego, odsłonięto i poświęcono tablicę jego pamięci na budynku Remizy OSP w Bieńkowicach.
- 17 września 2019 odsłonięto pomnik Witolda Pileckiego w Gdańsku[133] autorstwa Macieja Jagodzińskiego-Jagenmeera[134].

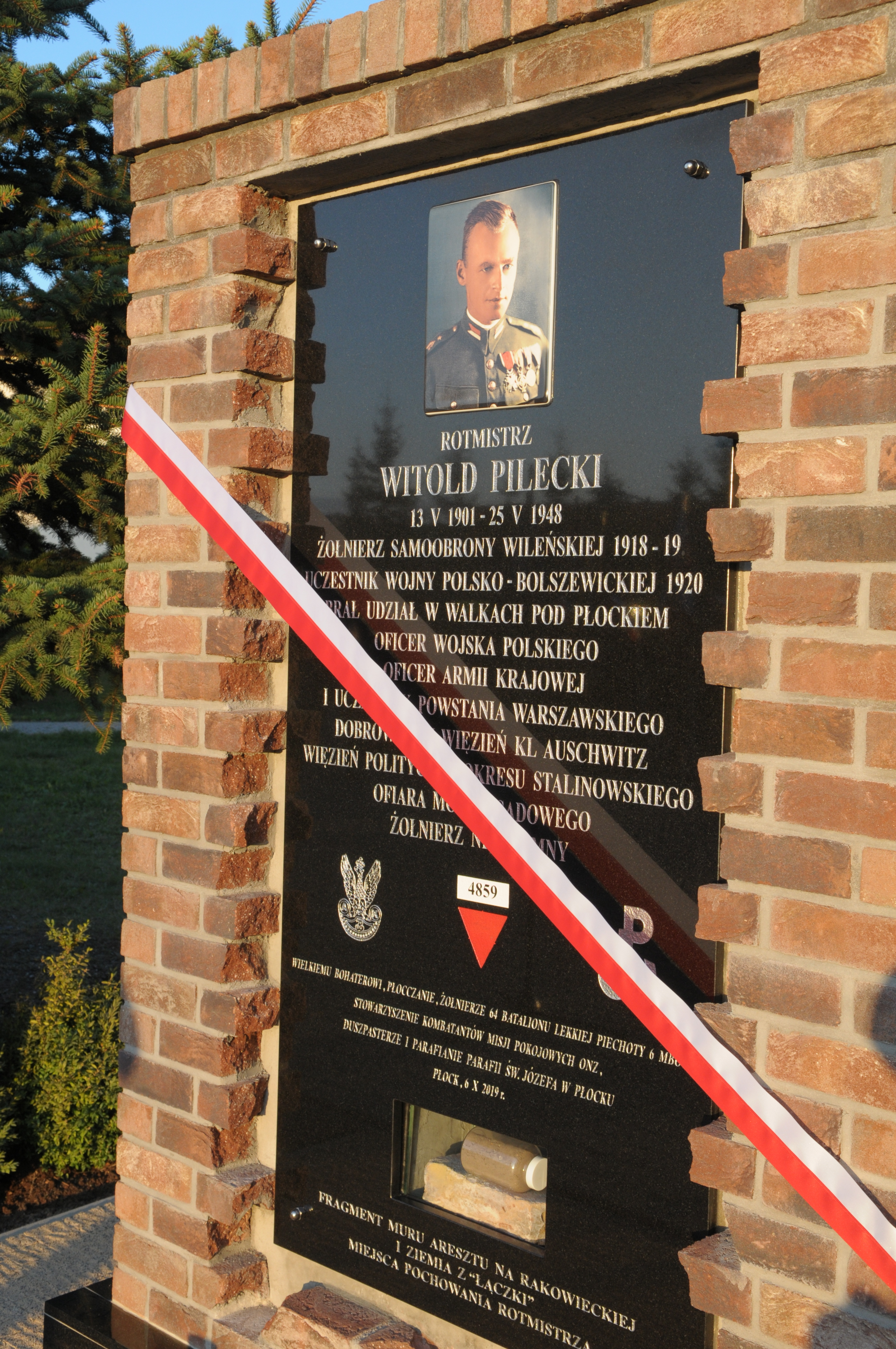
Projekt tablicy pamiątkowej kpr. Cezary Okraszewski 64 blp

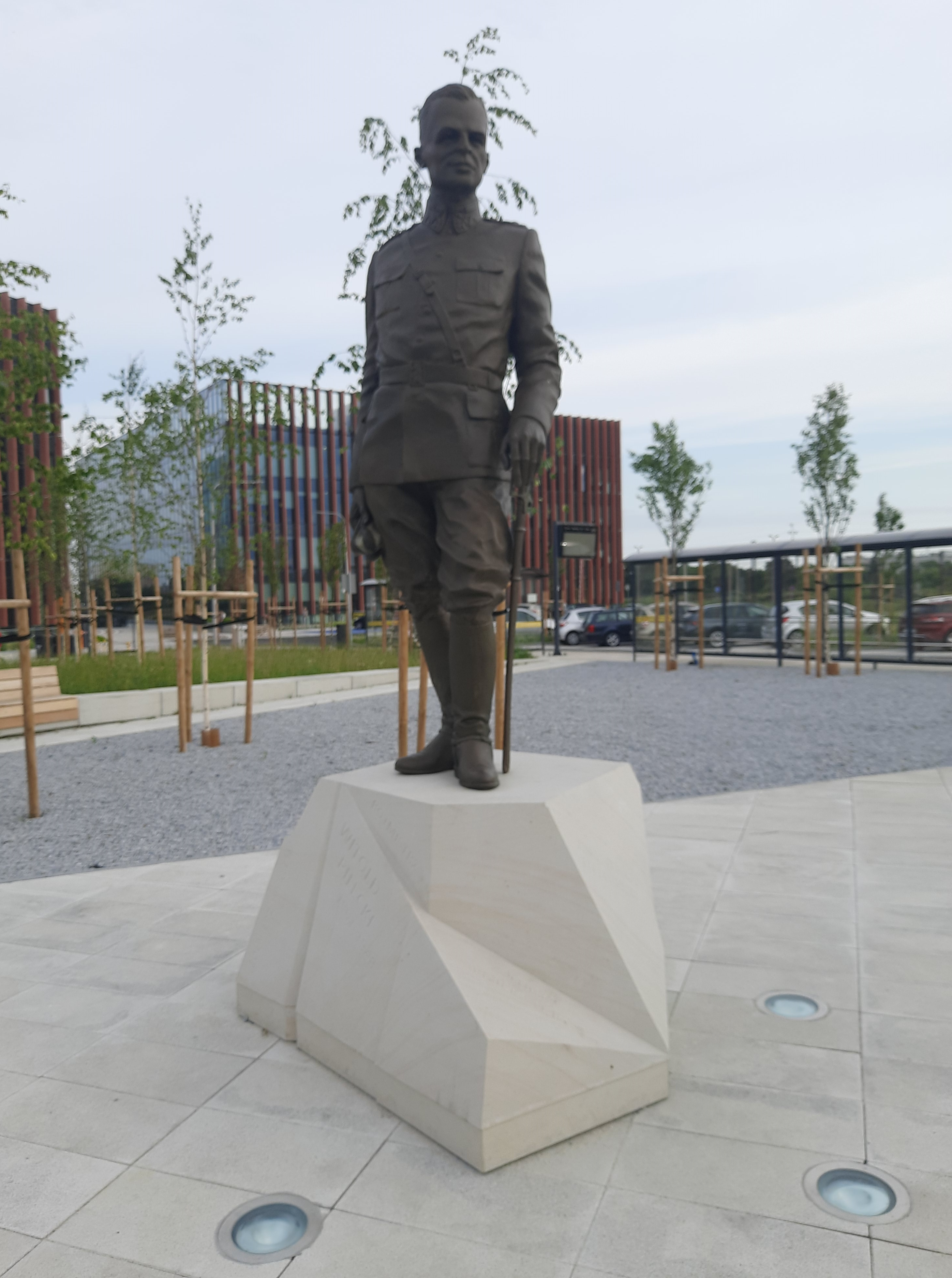
Pomnik Witolda Pileckiego w Opolu.

- 6 października 2019 r. odsłonięto płytę pamiątkową rtm. Witolda Pileckiego w Płocku, na terenie parafii św. Józefa[135].
- 25 stycznia 2022 zostało odsłonięte popiersie rotmistrza Pileckiego na Węgrzech w Balatonboglár nad Balatonem[136].
- 1 marca 2023, w Głogowie, odsłonięto pomnik poświęcony Witoldowi Pileckiemu w ramach "Alei Pamięci", obok 15 innych pomników żołnierzy podziemia antykomunistycznego[137].
- 13 maja 2023 prawie 4-metowy pomnik stanął przy nowym Centrum Usług Wspólnych w Opolu znajdującym się przy ulicy pułkownika Witolda Pileckiego[138].
- 29 czerwca 2012 odsłonięto pomnik Rotmistrza Witolda Pileckiego w Koszalinie, znajduje się przy ul. Rotmistrza Witolda Pileckiego 8, projekt pomnika wykonał koszaliński artysta Zygmunt Wujek[139].

### Muzyka
- W 2012 raper Tadek opublikował upamiętniający żołnierza utwór muzyczny „Rotmistrz Witold Pilecki”[140], wydany następnie na płycie Niewygodna prawda.
- W 2012 Lech Makowiecki z zespołem Zayazd wydał piosenkę „Ballada o rotmistrzu Pileckim”.
- W 2013 roku zespół Lastwar nagrał utwór „Ochotnik do piekła” dedykowany rotmistrzowi Pileckiemu.
- W maju 2013 roku zespół Forteca ze Szczyrku opublikował utwór „Ochotnik”.
- W listopadzie 2013 roku raper Evtis nagrał utwór pt. „Ochotnik” '.
- 1 marca 2014 roku zespół Forteca opublikował płytę „Rotmistrz” zawierający osiem utworów.
- W maju 2014 na płycie Heroes zespołu Sabaton, ukazał się utwór Inmate 4859, który opowiada o Witoldzie Pileckim.
- W 2015 roku muzyk Orkiestry Reprezentacyjnej Wojska Polskiego, sierż. Piotr Flis skomponował utwór pt. „Marsz Rotmistrz”. Został on wykonany po raz pierwszy w czasie przemarszu pocztu flagowego na centralnych obchodach Narodowego Święta Niepodległości, 11 listopada 2015[141].
- W maju 2017 roku Fundacja Lampa nagrała utwór „Raport z Zaświatów” – Rotmistrzowi Witoldowi Pileckiemu.
- 22 sierpnia 2023 raper O.S.T.R. opublikował utwór "Pilecki", poświęcony Rotmistrzowi. Utwór ten promował film Raport Pileckiego[142].

### Honory
- Po 1990 roku, kiedy rozpoczęły się działania mające na celu rehabilitację Witolda Pileckiego, wiele osób oraz instytucji zaangażowało się w uczczenie jego pamięci. Wiele szkół przyjęło go za swojego patrona, w Oświęcimiu jego imieniem nazwano osiedle, w Białymstoku i w Warszawie ulicę, a w Opolu, Wrocławiu Szczecinie i w Rzeszowie rondo. We wrześniu 2008 w Wieluniu odsłonięto jego pomnik[143].
- W 1984 roku odznaczony został Gwiazdą Wytrwałości[66].
- 28 maja 2009 Rada m.st. Warszawy nadała rotmistrzowi Witoldowi Pileckiemu pośmiertnie tytuł Honorowego Obywatela m.st. Warszawy w upamiętnieniu jego zasług dla Ojczyzny.
- Dla upamiętnienia losów byłych więźniów hitlerowskich obozów koncentracyjnych Poczta Polska wydała okolicznościową serię 4 znaczków, między innymi z jego podobizną[144].
- Wizerunek Pileckiego widnieje na rewersie srebrnej monety kolekcjonerskiej o nominale 10 złotych wyemitowanej przez Narodowy Bank Polski w 2010 r. z okazji 65. rocznicy oswobodzenia KL Auschwitz-Birkenau[145].
- W 2017 r. Narodowy Bank Polski wydał upamiętniającą rotmistrza Pileckiego srebrną monetę kolekcjonerską o nominale 10 złotych należącą do serii „Wyklęci przez komunistów żołnierze niezłomni”[146].

### Witold Pilecki jako patron

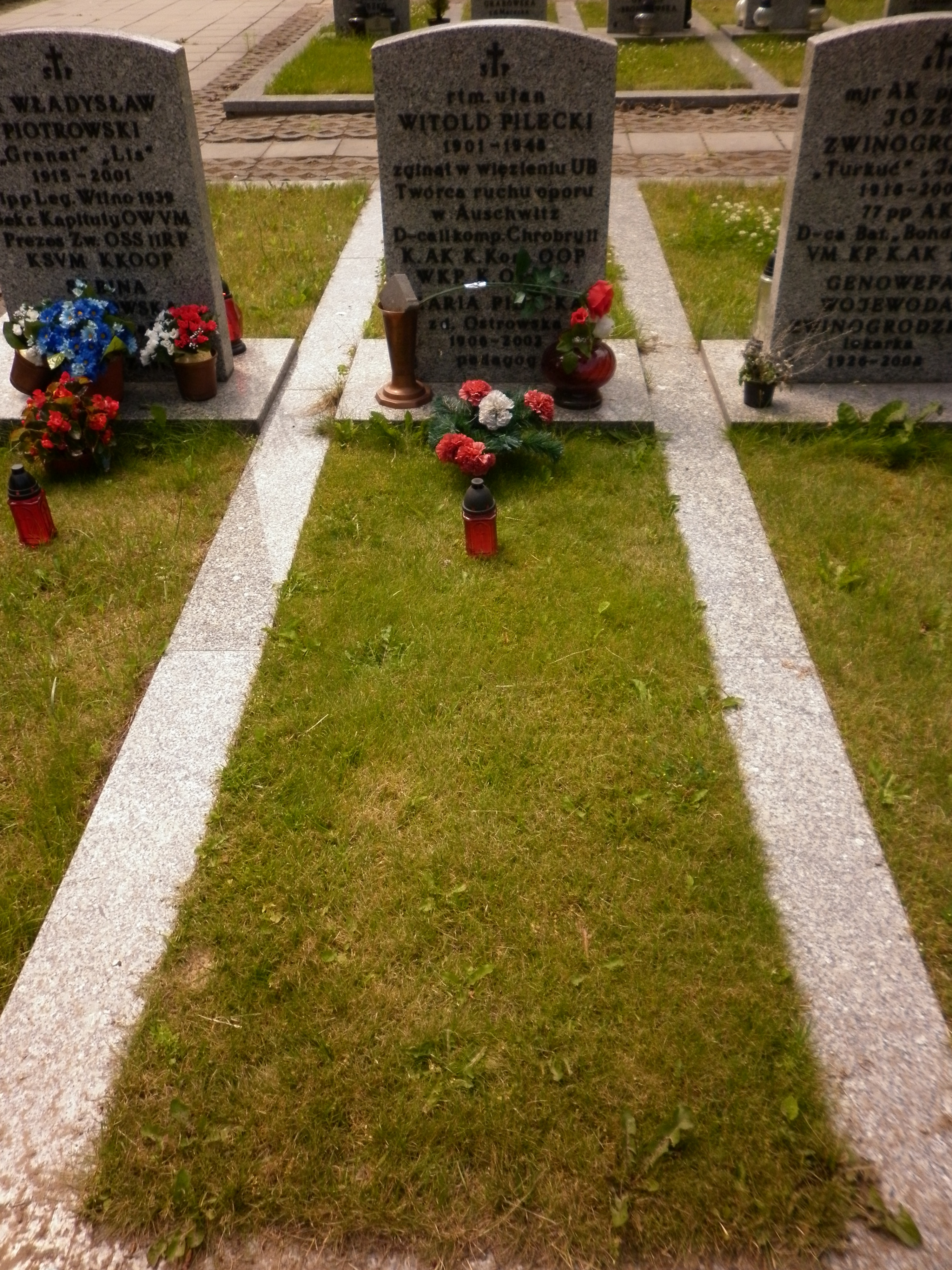
Symboliczny grób Witolda Pileckiego

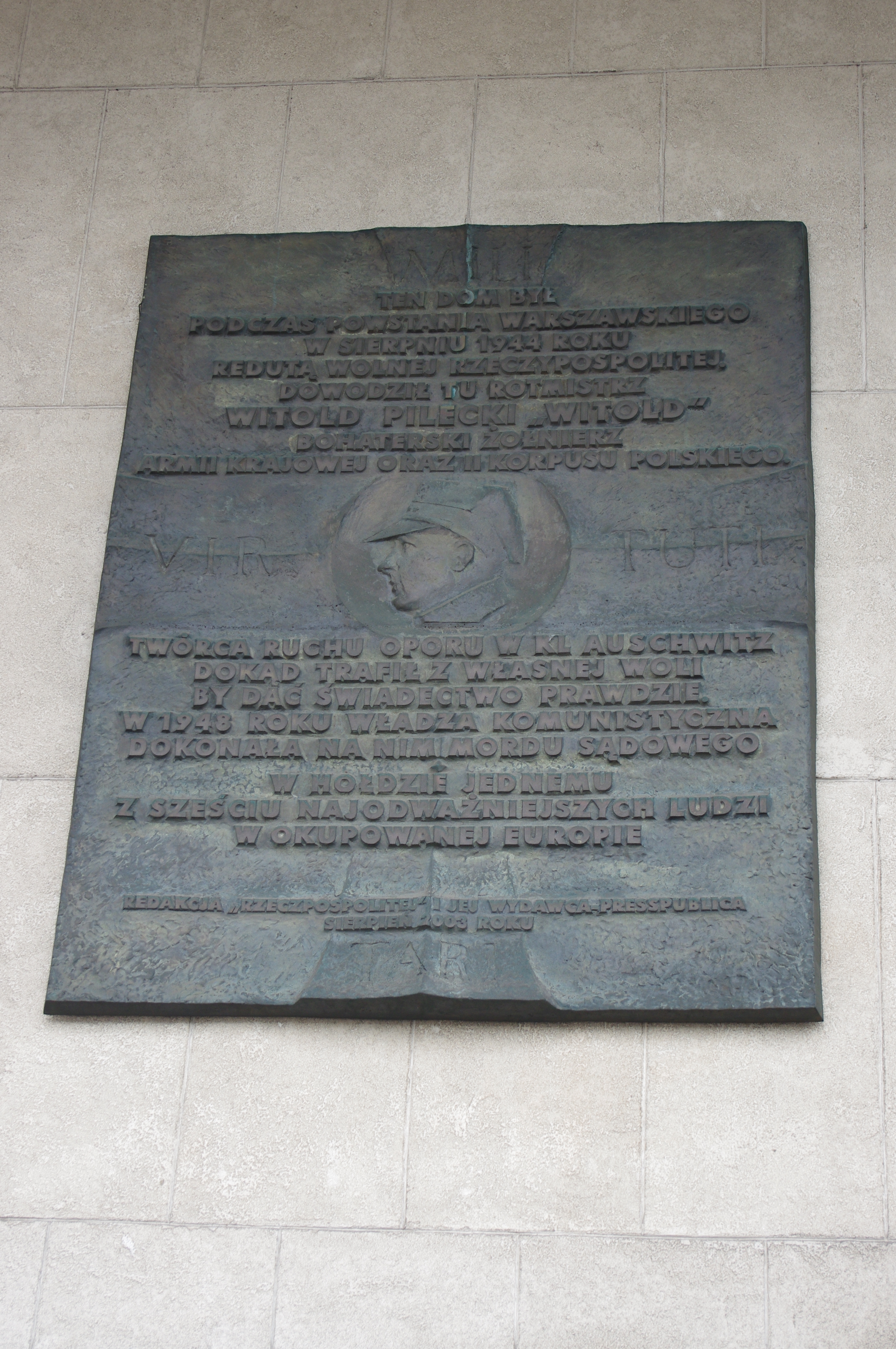
Tablica upamiętniająca Witolda Pileckiego na pl. Starynkiewicza 7/9 w Warszawie, w miejscu gdzie podczas powstania warszawskiego mieściła się dowodzona przez niego Reduta Wolnej Rzeczypospolitej

- 6 Mazowiecka Brygada Obrony Terytorialnej – Decyzją nr 17/MON Ministra Obrony Narodowej z dnia 28 lutego 2018, brygada przyjęła wyróżniającą nazwę „Mazowiecka” i otrzymała imię rotmistrza Witolda Pileckiego[147]
- 1 Parafialna Drużyna Harcerska „Quo Vadis” im. rotmistrza Witolda Pileckiego w Ełku
- 1 Sucholeska Drużyna Harcerzy „Grań” im. rtm. Witolda Pileckiego
- 76 DH „Łącznicy” im. Rotmistrza Witolda Pileckiego w Skawinie z 2 Szczepu Harcerskiego „Memoria” w Krzęcinie
- 1 Międzyrzeckiej Drużyny Harcerzy „Bór” im. rotmistrza Witolda Pileckiego
- 46 Poznańska drużyna harcerska „Koło Dziejów” im. rotmistrza Witolda Pileckiego
- 17 TADH „Bażynowy” im. Witolda Pileckiego
- 18 Żarecka Drużyna Harcerska im. rtm. Witolda Pileckiego
- 1 Maszewska Drużyna Harcerzy „Białe Wilki” im. rotmistrza Witolda Pileckiego[148]
- Szczep 14 DH i GZ Nieporęt im. rotmistrza Witolda Pileckiego
- 99 Przemyska Drużyna Starszoharcerska im. płk. Witolda Pileckiego
- 11 Skierniewicka drużyna harcerska „Nomada” im. rotmistrza Witolda Pileckiego
- 15 TDH „Dziewięć sił” im. rotmistrza Witolda Pileckiego
- 11 Drużyna Harcerska „Szafirowe Szeregi” im. rotmistrza Witolda Pileckiego
- 13 Moniecka Drużyna Wędrownicza „Modus Vivendi” im. rotmistrza Witolda Pileckiego
- 39 Drużyna Harcerska „Młode Wilki” im. rotmistrza Witolda Pileckiego[149]
- 301 WDH „Knieja” im. rotmistrza Witolda Pileckiego
- 69 Gdańska Drużyna Harcerska „Wilki” im. rotmistrza Witolda Pileckiego
- 7 Ostrzeszowska Drużyna Harcerzy „Wilki” im. rotmistrza Witolda Pileckiego
- 9 Gliwicka Drużyna Harcerzy starszych „Lukarna” im. rotmistrza Witolda Pileckiego
- Państwowa Wyższa Szkoła Zawodowa im. rtm. W. Pileckiego w Oświęcimiu
- Chorągiew Harcerzy Ziemi Opolskiej ZHR im. rotmistrza Witolda Pileckiego
- 2 Gdyński Hufiec Harcerzy „Zbroja” im. rotmistrza Witolda Pileckiego
- 18 KDH „Wieleci” im. rotmistrza Witolda Pileckiego
- 39 DH „Młode Wilki” im. rotmistrza Witolda Pileckiego – hufiec Łask
- 91 WDH im. rotmistrza Witolda Pileckiego
- 111 DHS im. rotmistrza Witolda Pileckiego – Hufiec ZHP Ostrów Wielkopolski
- 9 WDH „Echo” im. rot. Witolda Pileckiego
- 169 WDH „Wikingowie” im. rotmistrza Witolda Pileckiego
- 16 DSH „Szare Płomienie” im. Rotmistrza Witolda Pileckiego. Hufiec ZHP „Doliny Liwca” w Węgrowie
- 128 Piastowska Drużyna Starszoharcerska „SPECE” im. płk. Witolda Pileckiego
- 7 DH „Brokilon” im. rotmistrza Witolda Pileckiego w Dublinie[150]
- Publiczne Technikum nr 4 Zespołu Szkół Mechanicznych w Opolu
- Technikum Ekonomiczne im. rotmistrza Witolda Pileckiego w Szczecinie
- Zespół Szkół nr 1 im. rotmistrza Witolda Pileckiego w Ostrowi Mazowieckiej
- Zespół Szkół Technicznych w Wodzisławiu Śląskim
- Zespół Szkół nr 3 w Zabrzu
- Zespół Szkół Zawodowych i Ogólnokształcących w Katowicach
- Zespół Szkół Ponadgimnazjalnych w Przodkowie
- Zespół Szkół nr 1 w Ostrowi Mazowieckiej
- Zespół Szkół im. rtm. Witolda Pileckiego w Iwoniczu[151]
- Zespół Szkół Samochodowych w Radomiu
- Zespół Szkół Zawodowych nr 1 w Poznaniu
- Zespół Placówek Oświatowych im. rotmistrza Witolda Pileckiego w Krasocinie (woj. świętokrzyskie)
- Zespół Szkół Publicznych nr 1 STO im. Rotmistrza Witolda Pileckiego w Warszawie
- Zespół Szkół Ponadgimnazjalnych nr 1 im. rotmistrza Witolda Pileckiego w Piotrkowie Trybunalskim
- II Liceum Ogólnokształcące w Mikołowie
- XV Liceum Ogólnokształcące im. rotmistrza Witolda Pileckiego w Katowicach[152]
- XI Liceum Ogólnokształcące w Białymstoku
- IV Liceum Ogólnokształcące im. rotmistrza Witolda Pileckiego w Piasecznie
- Ochotnicza Straż Pożarna im. Rotmistrza Witolda Pileckiego w Bieńkowicach (woj. małopolskie, pow. bocheński)[153]
- Szkoły Podstawowe w: Olsztynku, Łodzi, Rękusach koło Ełku, Łącznie koło Morąga, w Jodłówce, Wyszynach Kościelnych koło Mławy, Przemiarowo koło Pułtuska, Grochowcach, Kozikach, Grudziądzu, Żyznowie
- Stowarzyszenie im. W. Pileckiego (Warszawa)
- Gimnazjum im. rotmistrza Witolda Pileckiego w Zakrzowie (woj. małopolskie) (nieistniejący)
- Gimnazjum nr 31 z Oddziałami Integracyjnymi im. Rotmistrza Witolda Pileckiego w Warszawie (nieistniejący) – obecnie Szkoła Podstawowa nr 395 im. Rotmistrza Witolda Pileckiego w Warszawie
- Gimnazjum nr 46 im. Rotmistrza Witolda Pileckiego w Łodzi (nieistniejący)
- Gimnazjum nr 39 im. rotmistrza Witolda Pileckiego we Wrocławiu (nieistniejący)
- Gimnazjum w Knyszynie
- Stadion Miejski w Chodczu
- Skwery w: Katowicach, Jadownikach koło Brzeska, Chorzowie, Otwocku, Będargowie koło Szczecina
- Parki im. rotmistrza Witolda Pileckiego w Wieluniu i Zabrzu
- Ronda im. Rotmistrza Witolda Pileckiego w Dąbrowie Górniczej, Chrzanowie, Grudziądzu, Jaworznie, Jarosławiu, Kędzierzynie-Koźlu, Kołobrzegu, Kutnie, Lublinie[154], Łodzi, Mielcu[155], Nowym Targu, Opolu, Ostrowi Mazowieckiej, Piotrkowie Trybunalskim, Płocku, Rawiczu, Rembelszczyźnie, Rumi, Rzeszowie, Stalowej Woli, Starogardzie Gdańskim, Szczecinie, Wrocławiu i w Wągrowcu[156].
- Młodzieżowy Dom Kultury w Tomaszowie Mazowieckim
- Trasa WZ im. Rotmistrza Witolda Pileckiego w Bydgoszczy
- Aleja im. Rotmistrza Witolda Pileckiego w Kętrzynie
- Ulice im. Witolda Pileckiego w: Białymstoku, Bielsku-Białej, Bolesławcu, Brzezinach, Chocianowie, Częstochowie, Działdowie, Gdyni, Gorzowie Wielkopolskim, Jastrzębiu-Zdroju, Kielcach, Kłodzku, Koluszkach, Koszalinie, Krakowie, Legnicy, Łomży, Lublinie, Nowogardzie, Nowym Dworze Mazowieckim, Nysie, Olsztynie, Ostrołęce, Piastowie, Poznaniu, Puławach, Radomiu, Radomsku, Sanoku[157], Sosnowcu, Sulmierzycach, Skawinie, Skopaniu, Stargardzie, Środzie Wielkopolskiej, Świebodzicach, Warszawie, Wrząsowicach, Zambrowie, Zielonej Górze
- W Oświęcimiu nadano imię rtm. Pileckiego jednemu z osiedli
- liczne wystawy i koncerty poświęcone Witoldowi Pileckiemu
- Most im. rotmistrza Witolda Pileckiego w Tarnowie
- Mosty im. rotmistrza Witolda Pileckiego w Malborku nad Nogatem, w ciągu dróg krajowych nr: 22 i 55
- Tablica upamiętniająca rotmistrza Witolda Pileckiego w bazylice św. Jana Apostoła w Oleśnicy
- 3 Podgórska Drużyna Harcerzy „Wataha” im. płk. Witolda Pileckiego w Krakowie
- Sala Obrazowa imienia rotmistrza Witolda Pileckiego w Kancelarii Prezesa Rady Ministrów (uroczystość odbyła się 28 lutego 2018)[158]
- od 2022 patron ronda w Wałczu[159] oraz ronda w Ustce (przy ulicy Darłowskiej)[160]
- od 2024 patron ronda w Radzyniu Podlaskim (przy ulicy Lubelskiej)[161]